# Libération de Mont-de-Marsan
Seconde Guerre mondiale
Batailles
2e campagne de France
- Corse
- Limousin
- Ain et Haut-Jura
- Les Glières
- Ascq
- Division Brehmer
- Mont Mouchet
- Opérations SAS en Bretagne
- Bataille de Normandie
- Guéret
- Brigade Jesser
- Cornil
- 1er Tulle
- 2e Tulle
- Argenton-sur-Creuse
- Oradour-sur-Glane
- 1er Ussel
- Saint-Marcel
- Saffré
- Mont Gargan
- Vercors
- Penguerec
- Lioran
- Égletons
- 2e Ussel
- Débarquement de Provence
- Port-Cros
- La Ciotat
- Toulon
- Martigues
- Marseille
- Nice
- Rennes
- Saint-Malo
- Brest
- Paris
- Mont-de-Marsan
- Montélimar
- Maillé
- Écueillé
- La Saulx
- Meximieux
- Nancy
- Colonne Elster
- Dunkerque
- Arracourt
- Saint-Nazaire
- Lorient
- Metz
- Royan et de la pointe de Grave
- Campagne de Lorraine
- Colmar

Front d'Europe de l'Ouest
Front d'Europe de l'Est
Campagnes d'Afrique, du Moyen-Orient et de Méditerranée
Bataille de l'Atlantique
Guerre du Pacifique
Guerre sino-japonaise
La libération de Mont-de-Marsan est un événement de la Seconde Guerre mondiale,  comptant parmi les affrontements de la campagne de libération de la France. Elle se déroule du 20 au 21 août 1944, s'achève avec le combat du Pont de Bats et aboutit à la reprise par la résistance intérieure française des communes de Mont-de-Marsan, de Saint-Pierre-du-Mont et plus généralement de l'est du département des Landes, occupés depuis juin 1940 par les armées du Troisième Reich.

## Contexte

### Début du conflit
La mobilisation française de 1939 est décrétée le 1er septembre et la France déclare la guerre à l'Allemagne le 3 septembre. À Mont-de-Marsan, le 14e régiment de tirailleurs sénégalais, stationné à la caserne Bosquet depuis le 15 janvier 1922, défile à travers les rues de la ville avant de partir pour le front. Le même jour commence l'évacuation de la population civile d'Alsace vers des régions plus éloignées, notamment du Sud-Ouest de la France. Les Landes deviennent ainsi la destination d'une partie de la population du Haut-Rhin. La drôle de guerre s'installe pour laisser la place à la bataille de France à partir du 10 mai 1940. Les « poussins » de l'École militaire de l'air quittent Salon-de-Provence et une partie d'entre eux se réfugie à l'aéro-club de Mont-de-Marsan (préfigurant la BA 118). Une construction provisoire en bois avec une charpente métallique est édifiée à côté du bâtiment de la poste, au no 7, place Général-Leclerc. Elle sert de foyer du soldat français et sera réutilisée après la guerre comme siège au stade montois. Des Landais figurent au nombre des combattants morts lors de la bataille de France, certains d'entre eux sont inhumés au cimetière du Centre de Mont-de-Marsan, tel le sergent-chef Pierre Darbins, natif de la ville.
Après l'effondrement des armées françaises en juin 1940, la demande d'armistice du maréchal Pétain, le départ à Londres du général de Gaulle, son appel du 18 Juin et la signature de l'armistice du 22 juin 1940, la ville de Mont-de-Marsan, située sur la ligne de démarcation, est presque entièrement occupée par l'armée allemande à partir du 27 juin 1940. Des défilés de troupes allemandes ont lieu en centre ville mais très peu d'habitants y assistent, d'autres détournent le regard. Les Alsaciens réfugiés à Mont-de-Marsan regagnent leur région, où ils ont alors la douleur de constater que leurs maisons ont été pillées par les différentes troupes qui y ont séjourné et que leur région a été intégrée au Troisième Reich et germanisée.

### Occupation de Mont-de-Marsan
Mont-de-Marsan, en tant que chef-lieu du département français des Landes, est occupée par les troupes de la Wehrmacht, mais aussi un fort contingent de la Luftwaffe, des feldgendarmes et divers personnels administratifs, la ville étant FeldKommandantur. Au total, cela représente plusieurs milliers d'hommes.
Réquisitions
Dès son entrée en ville, l'armée du allemande réquisitionne les bâtiments suivants pour y installer ses services :
- la Heer (armée de terre) s'installe à la caserne Bosquet (voir le musée du 34e Régiment d'Infanterie). Une troupe de fantassins allemands fraîchement arrivée en gare de Mont-de-Marsan défile notamment à travers les rues de la ville et la place de l'ancien hôtel de ville le 2 juillet 1940 en direction de la caserne où elle prend ses quartiers. Très peu d'habitants assistent à ces parades militaires et certains détournent le regard[2] ;
- la Luftwaffe (armée de l'air) prend ses quartiers à l'hôpital Sainte-Anne et au collège de Jeunes Filles (8 bis, rue Général-Lasserre). De là, elle va aménager la future base aérienne[1].

Bâtiments publics et administratifs, terrains de sport, hôtels, hôpitaux, écoles et logements chez l'habitant sont réquisitionnés, comme :
- l'école normale de Mont-de-Marsan (367, rue de Saint-Pierre), le lycée Victor-Duruy, l'école Saint-Jean-d'Août  (202, chemin de Thore) ;
- l'hôtel Richelieu pour y loger les officiers, l'hôtel Les Pyrénées (20, avenue du 34e Régiment Infanterie) et l'hôtel de France (1 place Saint-Roch) pour y loger les soldats ;
- la Villa Chantaco[n 1] (978, avenue du Colonel Kw Rozanoff) ;
- l'hôpital Layné, l'hôpital Lesbazeilles et le stade de l'Argenté[1].

En juillet  1940, les réquisitions se poursuivent afin de permettre le déploiement des structures de commandement de l'armée allemande (kommandantur) :
- OrstKommandantur (centre de commandement de la ville) : 22, rue Victor-Hugo ;
- FeldKommandantur 541 (centre de commandement du département et la partie occupée des Basses-Pyrénées) : deuxième étage du cercle des officiers (l'actuel hôtel de ville), 2, place du Général-Leclerc ;
- StandortKommandantur (centre de commandement de la garnison) : ancienne Caisse d'Épargne (actuel hôtel de la police municipale) : 6, place du Général-Leclerc ;
- Feldgendarmerie : 26, boulevard de la République[4] ;
- Ausweis : service des laissez-passer dits « frontaliers » pour les Landes et les Basses-Pyrénées permettant le franchissement de la ligne de démarcation : 17, rue Augustin-Lesbazeilles ;
- KreisKommandantur 657 (commandement de l'arrondissement de Mont-de-Marsan) : 1, avenue Sadi-Carnot ;
- Service de la propagande : villa Paulette, 567, rue de Saint-Pierre ;
- Douanes : maison Farbos, 135, chemin des Usines ;
- Croix-Rouge allemande : 5, rue Henri-Duparc ;
- Gestapo : villa les Cèdres, 165, boulevard d'Alingsås[1].

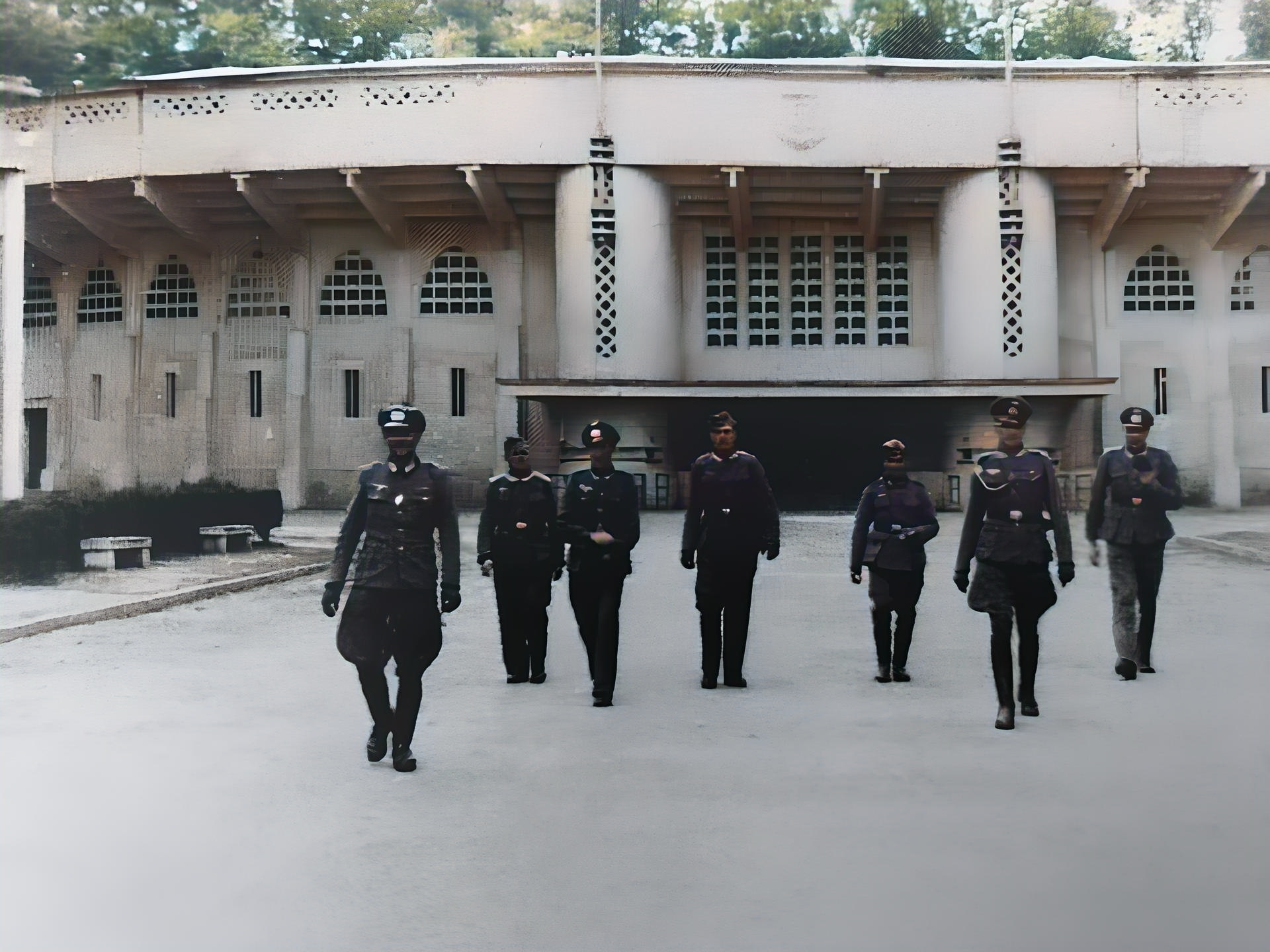
Officiers allemands posant devant les arènes du Plumaçon vers 1940.
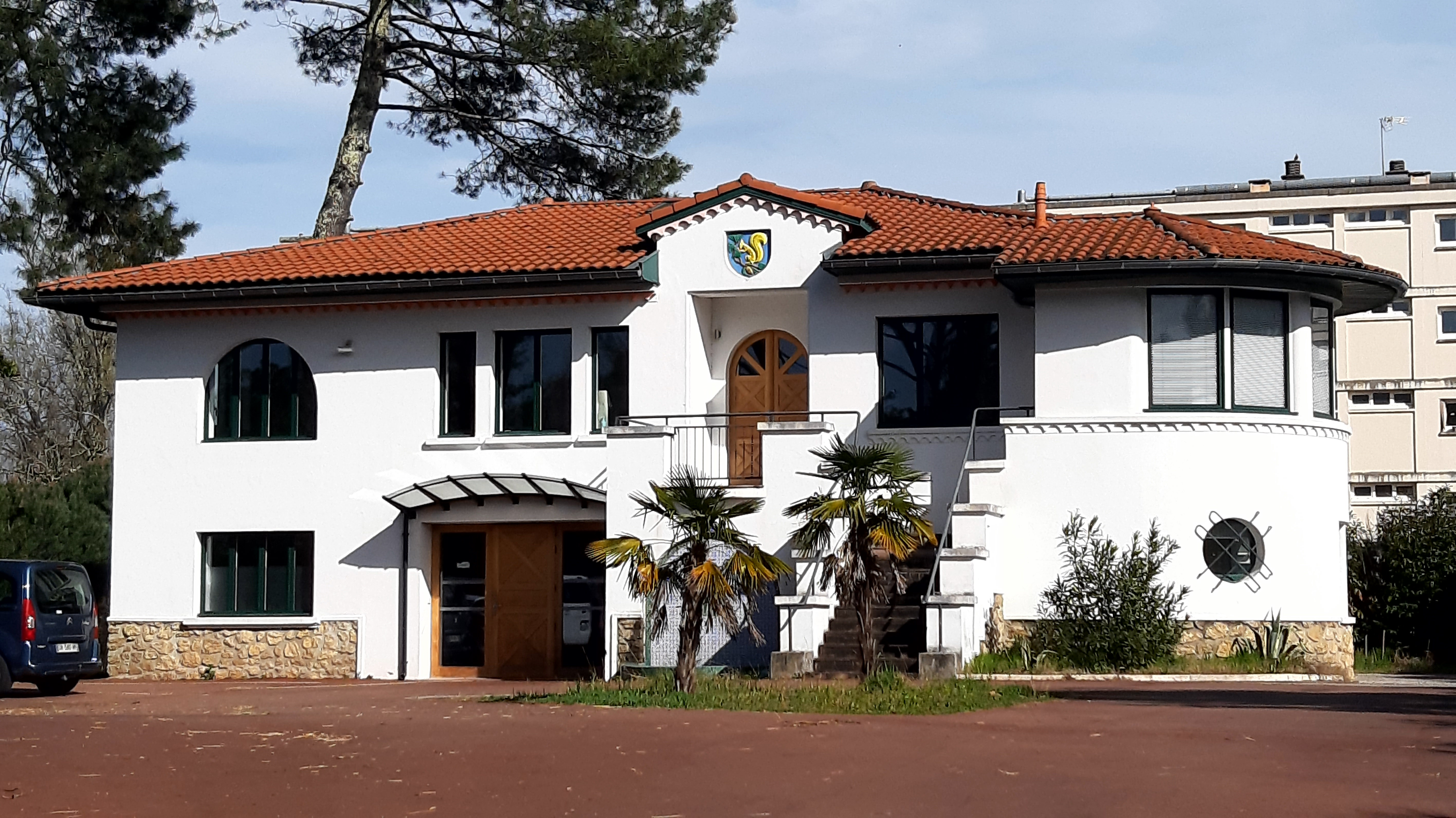
Villa Chantaco, 978, avenue du Colonel Kw Rozanoff, réquisitionnée par les allemands pendant la guerre. Elle est notamment occupée par les équipages des Junkers Ju 290 du Fernaufklärungsgruppe 5 de juin 1943 jusqu'à leur départ en août 1944[5]. Il reste de leur passage des graffitis, qui ont été conservés au rez-de-chaussée.

Entre septembre et octobre 1940, la commission de désarmement et la sous-commission de l'armistice s'installent à l'hôtel Planté. Des avions de chasse allemands (Messerschmitt Bf 109) de l'escadrille « Richthofen » (Jagdgeschwader 2) stationnent sur le terrain de l'aéro-club au Village Nord (340 avenue des Grands-Pins).
En décembre 1940, les sociétés secrètes sont dissoutes. L'hôpital Sainte-Anne finit par être entièrement investi par l'occupant, qui laisse quinze jours au personnel hospitalier et aux patients pour quitter les lieux. Les Allemands construisent des fortifications (Blockhaus) dans le parc de l'hôpital, visibles depuis le Boulevard nord. Le parc Jean-Rameau, occupé par les Allemands, est interdit au public avant de rouvrir à compter du 21 juin 1941.

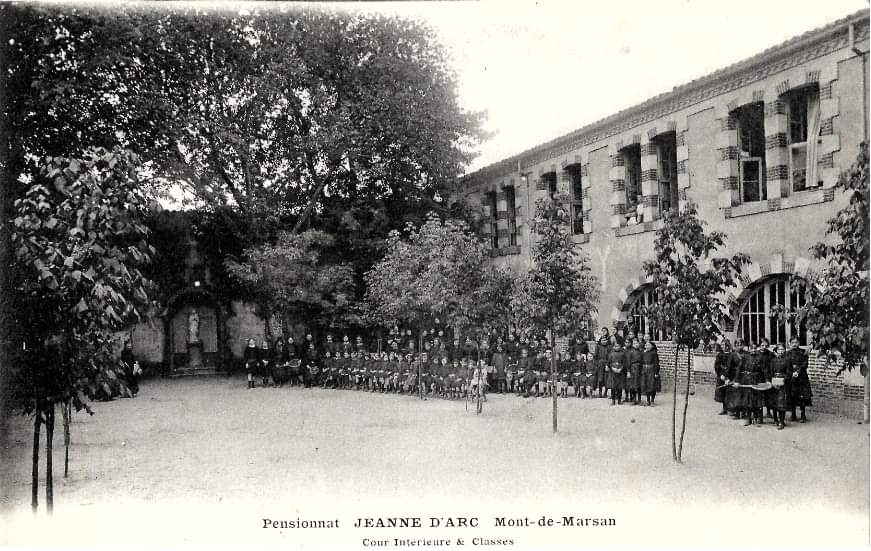
Ancien pensionnat de jeunes filles Jeanne-d'Arc, 8 rue Général-Lasserre.
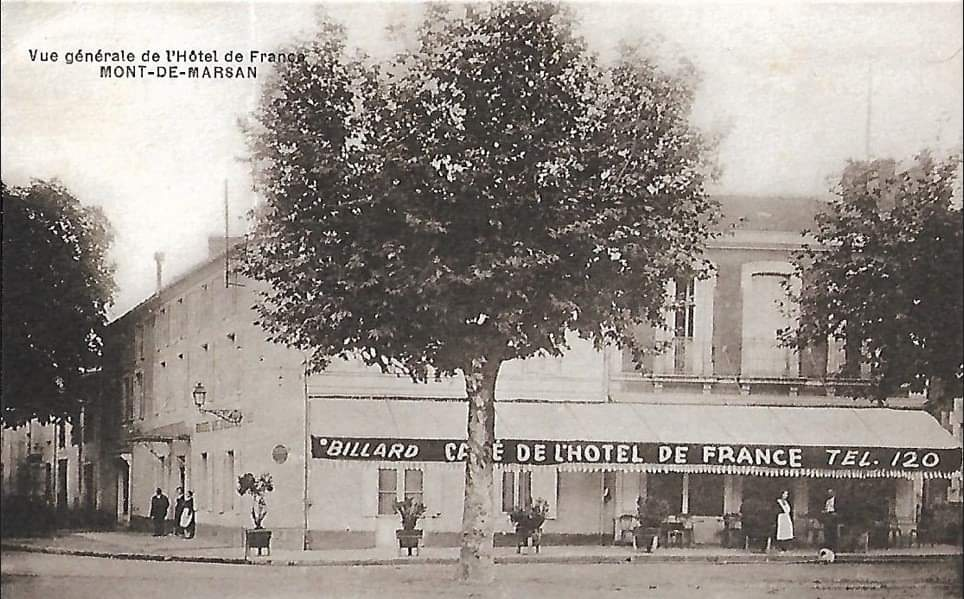
Hotel de France, au n°1 place Saint-Roch, à l'angle avec les allées Brouchet. Il est remplacé en 1972 par la résidence Saint-Roch[6].

Ligne de démarcation
La ligne de démarcation entre en vigueur le 25 juin 1940. Son tracé traverse la ville, qui est en majeur partie en zone occupée. Elle scinde également le département des Landes en deux, selon un axe Roquefort, Mont-de-Marsan, Saint-Sever, Hagetmau, jusqu'à Orthez, le secteur est étant en zone libre et le secteur ouest, en zone occupée. La section de la voie ferrée de la ligne de Marmande à Mont-de-Marsan, parallèle au boulevard d'Alingsås, matérialise une partie du tracé de cette ligne à Mont-de-Marsan. Sur certaines routes secondaires situées entre la zone occupée et la zone libre, la circulation est interdite sous peine de mort. Tel est le cas du chemin vicinal dit « du Crouste » (actuelle rue de la Croix-Blanche). Les points de passage suivants, contrôlés par des sentinelles françaises et allemandes, sont créés :
- maison Mont-Alma : 2176, avenue du Président J-F-Kennedy à Saint-Pierre-du-Mont (détruite en novembre 2016) ;
- passage à niveau : 43, avenue de Villeneuve ;

La gare de Mont-de-Marsan, en zone occupée, devient un point de filtrage avec contrôle d'identité obligatoire. La correspondance est réglementée entre les deux zones. Une filière d'évasion utilise clandestinement un passage sous la voie ferrée de la ligne de Marmande à Mont-de-Marsan (1, chemin de l'Évasion).

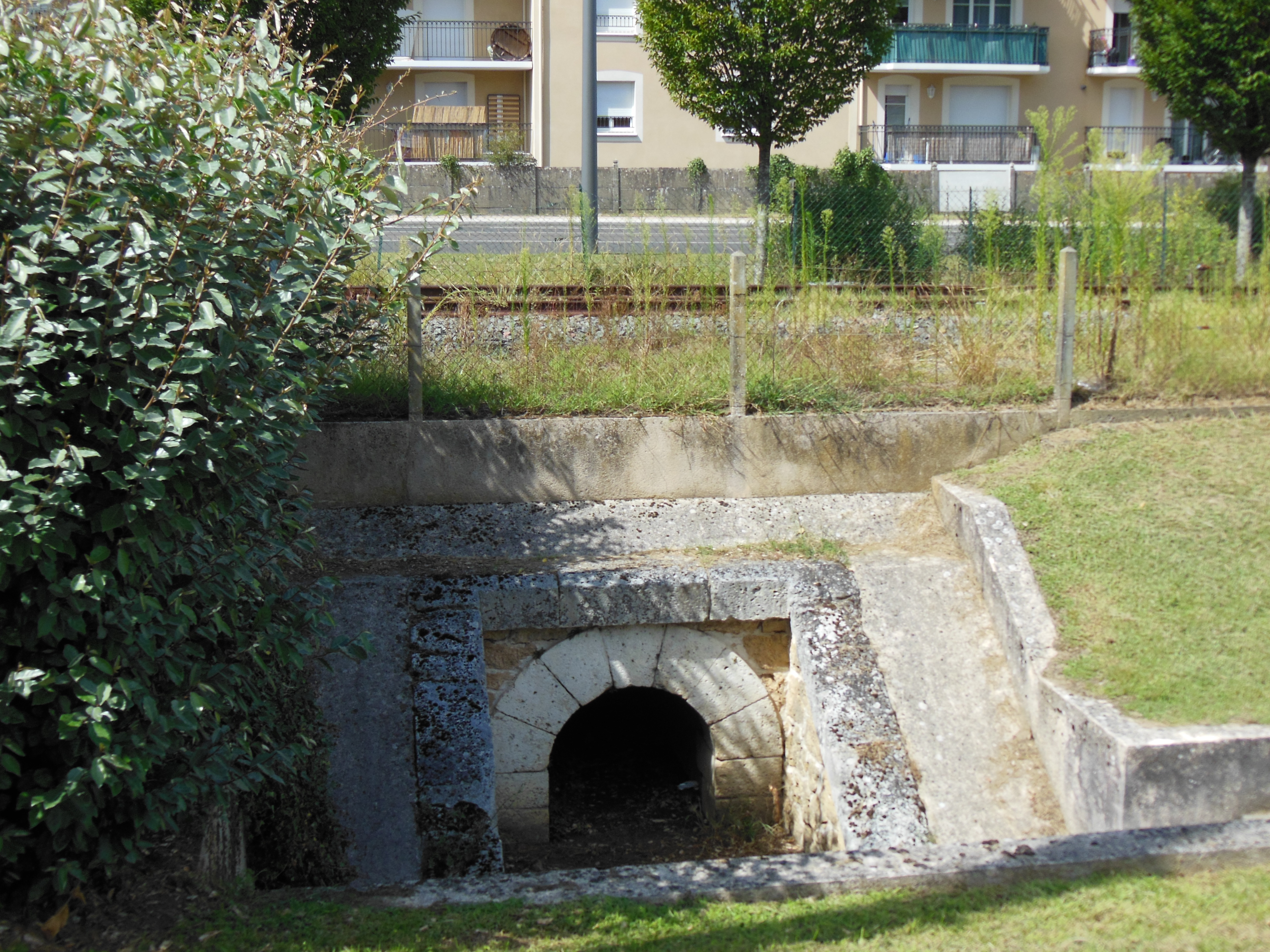
Ligne de Marmande à Mont-de-Marsan marquant la ligne de démarcation de 1940 à 1943. Le tunnel passant en dessous est emprunté clandestinement par ceux cherchant à passer en zone libre. En 1972, il est rebaptisé « chemin de l'évasion »[7].
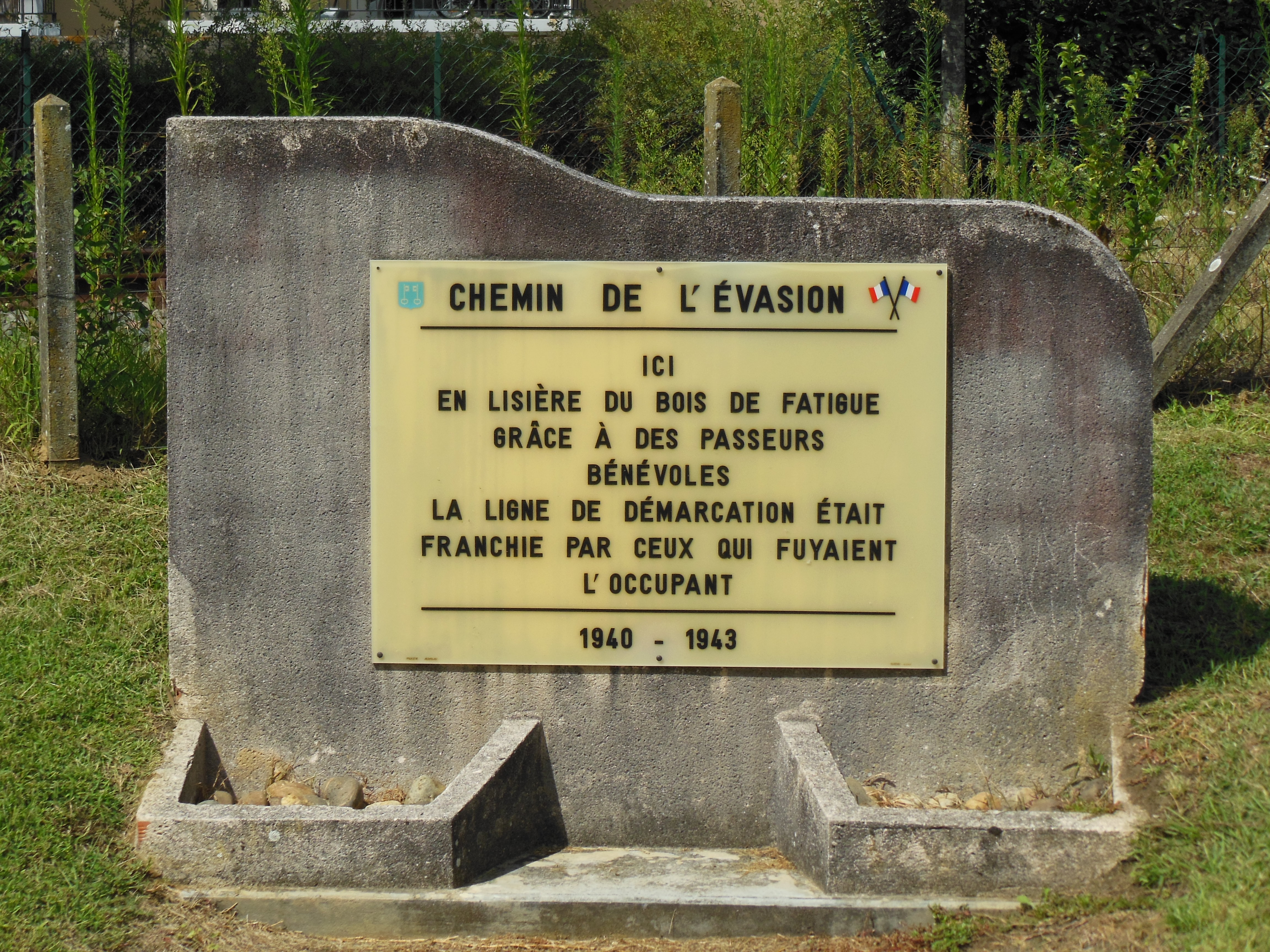
Mémorial du « chemin de l'évasion » entre l'ancienne scierie Temboury (zone occupée) et le bois de fatigue (zone libre).
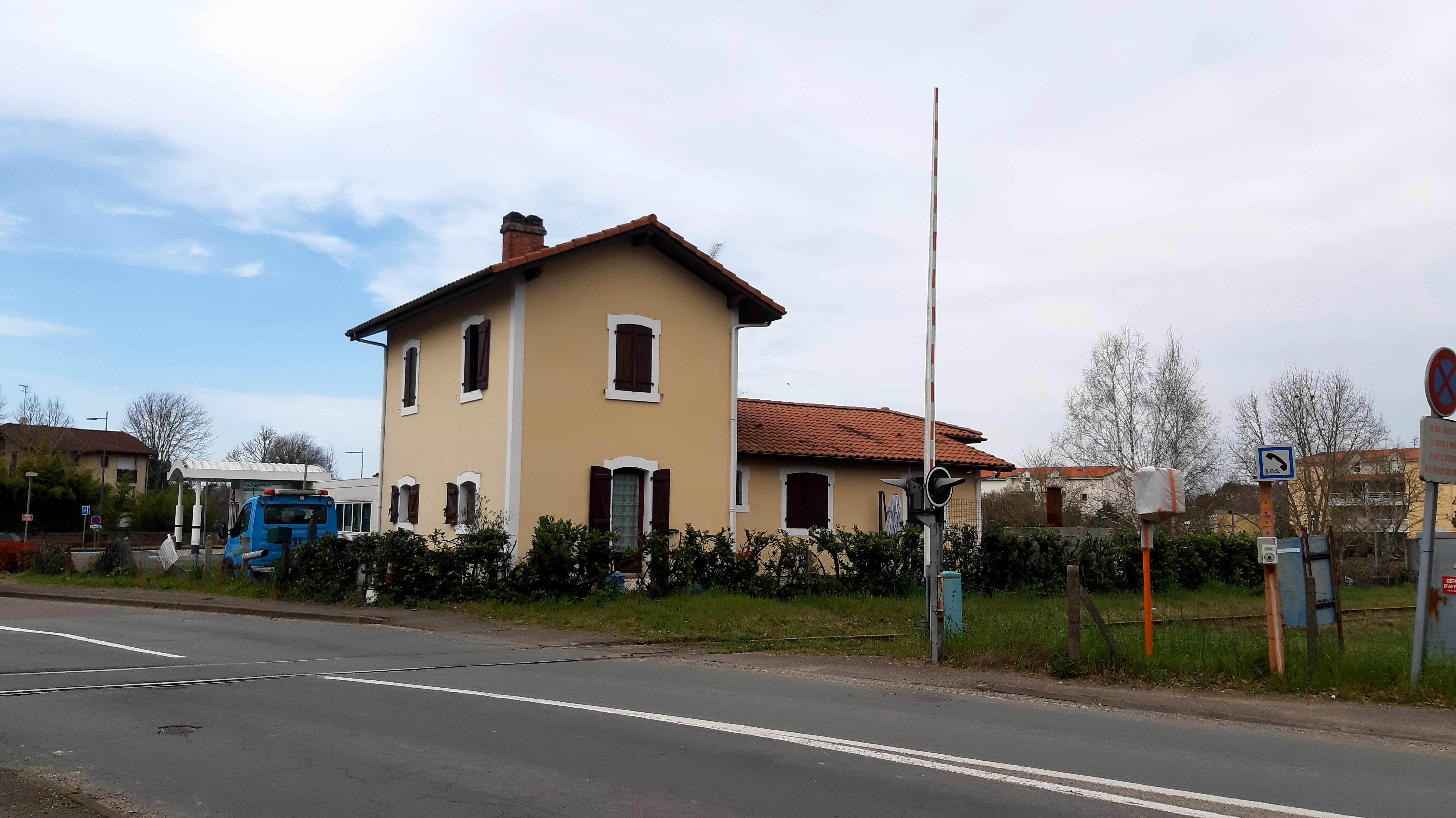
Passage à niveau situé 43 avenue de Villeneuve à Saint-Médard. Il servait de poste de contrôle du franchissement de la ligne de démarcation.

Vie des habitants
Pendant les années d'occupation, les habitants subissent diverses restrictions : vie au ralenti, instauration de tickets de rationnement encadrant les restrictions alimentaires et d'approvisionnement d'essence, marché noir, couvre-feu, adoption du code de la route allemand (vitesse limitée à 40 km/h dans les agglomérations et de 80 km/h en dehors, prorité donnée aux voitures allemandes), alertes aériennes, sirènes, carreaux des vitres noircis, froid dans les maisons, nécessité de produire un laisser-passer (ausweis) pour passer de la zone libre à la zone occupée et vice-versa. Pour contourner la propagande diffusée dans les médias nationaux, les Montois s'informent en écoutant clandestinement radio Andorre. Les fêtes de la Madeleine sont annulées, les commémorations de l'armistice du 11 novembre 1918 sont interdites. Le dimanche après-midi, le Royal Cinéma  (11 rue Maréchal-Bosquet), alors  propriété de la famille  Vandal, est un moyen d'échapper au quotidien. Beaucoup de films italiens et allemands sont programmés, interprétés par les vedettes internationales de l'époque : Zarah Leander, Kristina Söderbaum, Emil Jannings ou René Deltgen. Il est également fréquenté par les troupes permissionnaires allemandes en tant que soldatenkino (« cinéma pour les soldats »).

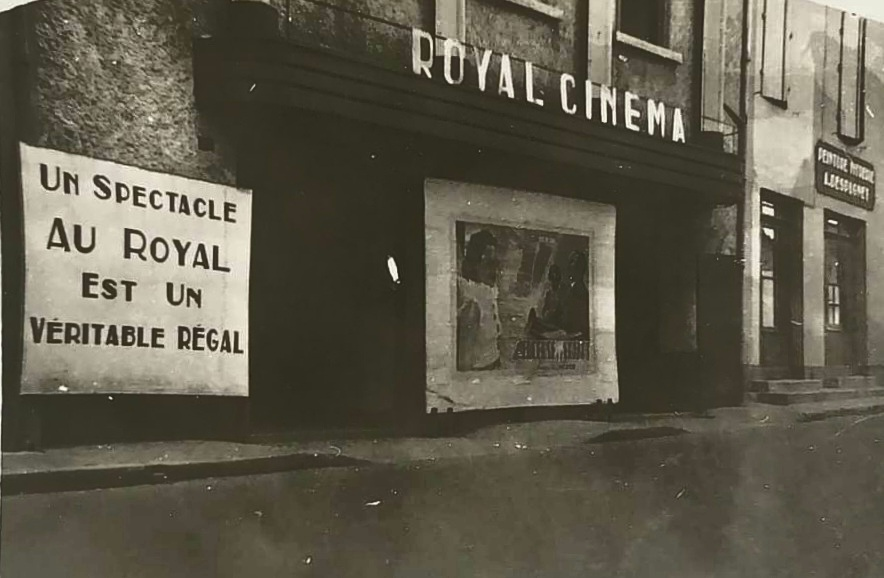
Ancien Royal Cinéma au n°11 rue Maréchal-Bosquet.

Économie de guerre
A la demande du Ministère français de l'Armement, la société bordelaise Motobloc construit, entre la fin 1939 et le début 1940, une usine de production d'obus et sa cité ouvrière de 21 logements à Mont-de-Marsan, à l'angle de l'avenue de Sabres et de la Rue Pierre Benoît. Ferdinand Fiancette, né le 5 janvier 1895 à Bordeaux, en est nommé directeur. La production d'obus n'a toutefois pas le temps de démarrer à Mont-de-Marsan avec le début de l'occupation de la ville le 27 juin 1940. L'activité du site est, de ce fait, réorientée vers l'exploitation de la forêt des Landes (production de charpentes en bois, menuiserie) et la métallurgie (production de charpentes en fer, chaudronnerie, mécanique générale). La société possède à ce titre un domaine forestier de 204 ha et des coupes de bois de 20 000 m² dans les Landes. En 1941, l'activité prend un nouveau tournant vers les travaux du bois (fabrication de hangars et de baraques, carbonisation, etc.). En 1946, la Société des Usines Motobloc obtient de nouveaux marchés très avantageux du Ministère de la Reconstruction et de l'Urbanisme de production de baraques pour les administrations françaises (soit 20 baraques par mois), qui lui permettent d'amortir ses arriérés. L'usine de Mont-de-Marsan est finalement abandonnée en 1950 tandis que la cité ouvrière est réquisitionnée à partir de 1952 pendant une dizaine d'années par la ville afin de faire des logements sociaux.

### Prisonniers et travaux d'aménagement
Prisonniers français
Des soldats des troupes coloniales françaises sont détenus par les Allemands dans deux camps de prisonniers de guerre à Mont-de-Marsan :
- 38, avenue Robert-Caussèque ;
- impasse des Martyrs-de-la-Résistance[1].

Un Comité d'assistance aux prisonniers de guerre français en Allemagne est mis en place (3, place Porte-Campet) et le Secours national ouvre une permanence (67, rue Augustin-Lesbazeilles).
Débuts de la base aérienne
Les Allemands lancent dès 1941 la construction de la base aérienne à l'emplacement de l'ancien aéro-club des Landes, fondé par l'industriel et pilote Henri Farbos le 5 janvier 1928. Ils créent ainsi une piste de 2 000 mètres, des hangars, des ateliers de réparation et des alvéoles de stockage réparties le long de voies de circulation périphériques qui s'enfoncent dans la forêt et dont les traces sont encore visibles : sur la RD651, après l'intersection avec l'avenue du Ferron (à 100 mètres à droite) où les plaques en béton des chemins de roulement sont toujours présentes et la guérite de la sentinelle est encore en place (3240, avenue de Canenx), à 200 mètres sur la piste. Cette dispersion favorise la protection du matériel et des installations en cas de bombardement. Gérés par la société STRABAG, les travaux emploient une main-d'œuvre constituée de prisonniers français et de travailleurs requis ou volontaires. Les prisonniers de guerre sont également employés comme main-d'œuvre pour réaliser des travaux forestiers. Les Allemands construisent en outre des dépôts de carburants et de munitions à la périphérie de Mont-de-Marsan, à Uchacq-et-Parentis, Saint-Perdon, Campagne, Haut-Mauco... défendus par des systèmes de protections en béton.

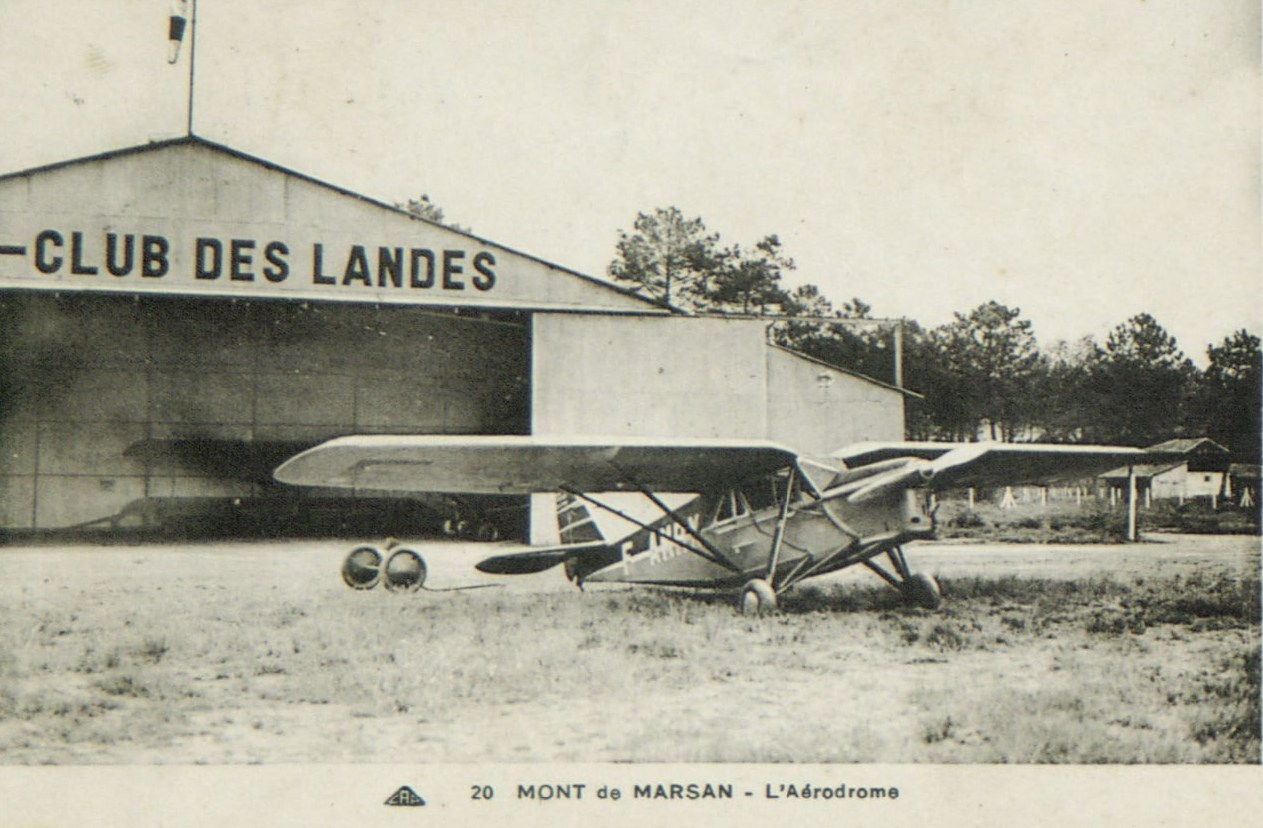
Ancien aéroclub des Landes. Fondé en 1928, il est nationalisé en mai 1940 puis réquisitionné en juin 1940 par les Allemands qui réaménagent à partir de 1941 l'aérodrome en base aérienne, préfigurant l'actuelle Base aérienne 118 Mont-de-Marsan.
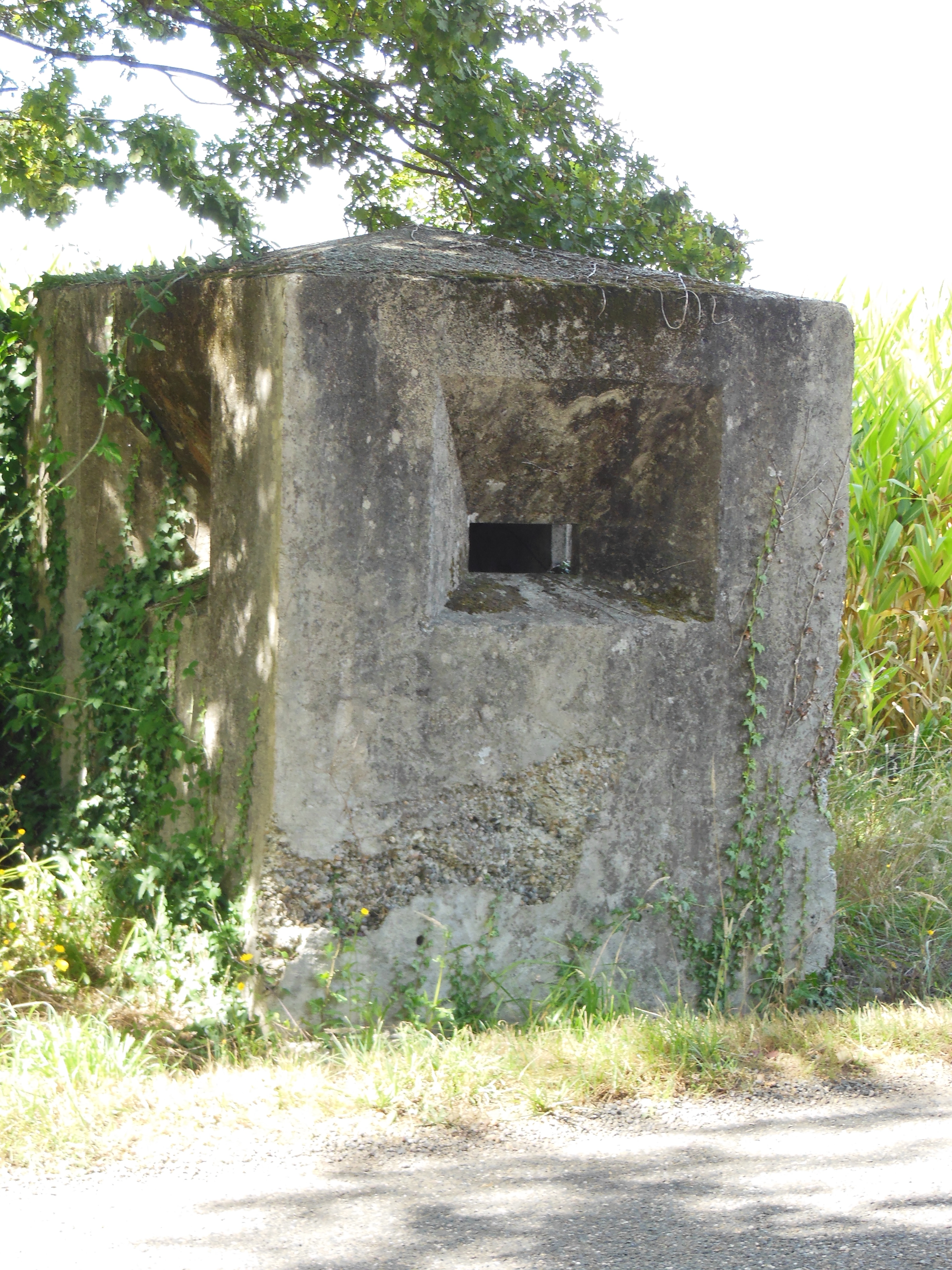
Casemate allemande à la limite de Saint-Pierre-du-Mont et de Haut-Mauco, lieu-dit Candille, intersection RD351 et RD390.

### Collaboration et résistance
Culture allemande
Des cours de langue allemande sont dispensés à l’école des Arènes (rue Fernand-Tassine) à partir de 1941 et, l'année suivante, ouvre au 30, rue Léon-Gambetta le Cercle d'études allemand qui, selon la propagande, « doit permettre aux Français d'étudier et de comprendre l'Allemagne à travers ses arts, sa littérature, sa philosophie ».
Antisémitisme
À la suite de la loi portant statut des Juifs du 3 octobre 1940, des arrestations ont lieu en ville et dans le département. Une partie de la maison d'arrêt de Mont-de-Marsan, réquisitionnée par les Allemands, sert de lieu de détention pour les Juifs arrêtés dans la région de Mont-de-Marsan, de Roquefort à Amou, essentiellement pour tentative de franchissement de la ligne de démarcation. Les enfants de moins de 16 ans, séparés de leurs parents, sont internés à l'hôpital Lesbazeilles, comme les six enfants juifs, âgés de 2 à 11 ans, arrêtés le 18 août 1942 à la ferme du Pouy, détenu à l'hôpital puis déportés Auschwitz où ils seront assassinés.
Entre la fin de l'année 1940 et la fin 1942, environ 230 Juifs sont internés à Mont-de-Marsan, dans la « section allemande » de la maison d'arrêt, la « section française » continuant quant à elle d'accueillir les détenus de droit commun condamnés par la justice française. De là, les Juifs sont transférés jusqu'en juillet 1942 vers les prisons de Bayonne ou de Dax, puis vers le camp de Mérignac à partir du 29 juillet 1942.  Après l'abolition de la ligne de démarcation et l'occupation de la zone libre, le nombre de détenus diminue et ils n'y sont souvent que de passage avant leur transfert vers Bordeaux. C'est notamment le cas des personnes arrêtées à Mont-de-Marsan lors de la rafle du 11 janvier 1944, qui sont conduites à la feldgendarmerie avant d'être brièvement incarcérées à la maison d'arrêt de Mont-de-Marsan, puis transférées à Bordeaux et au camp de Drancy le 12 janvier. De là a lieu leur déportation à Auschwitz le 3 février 1944 par le convoi no 67. Des plaques rappellent ces évènements dans le parc Jean-Rameau, à l'école du Pouy et rue de la Ferme. 

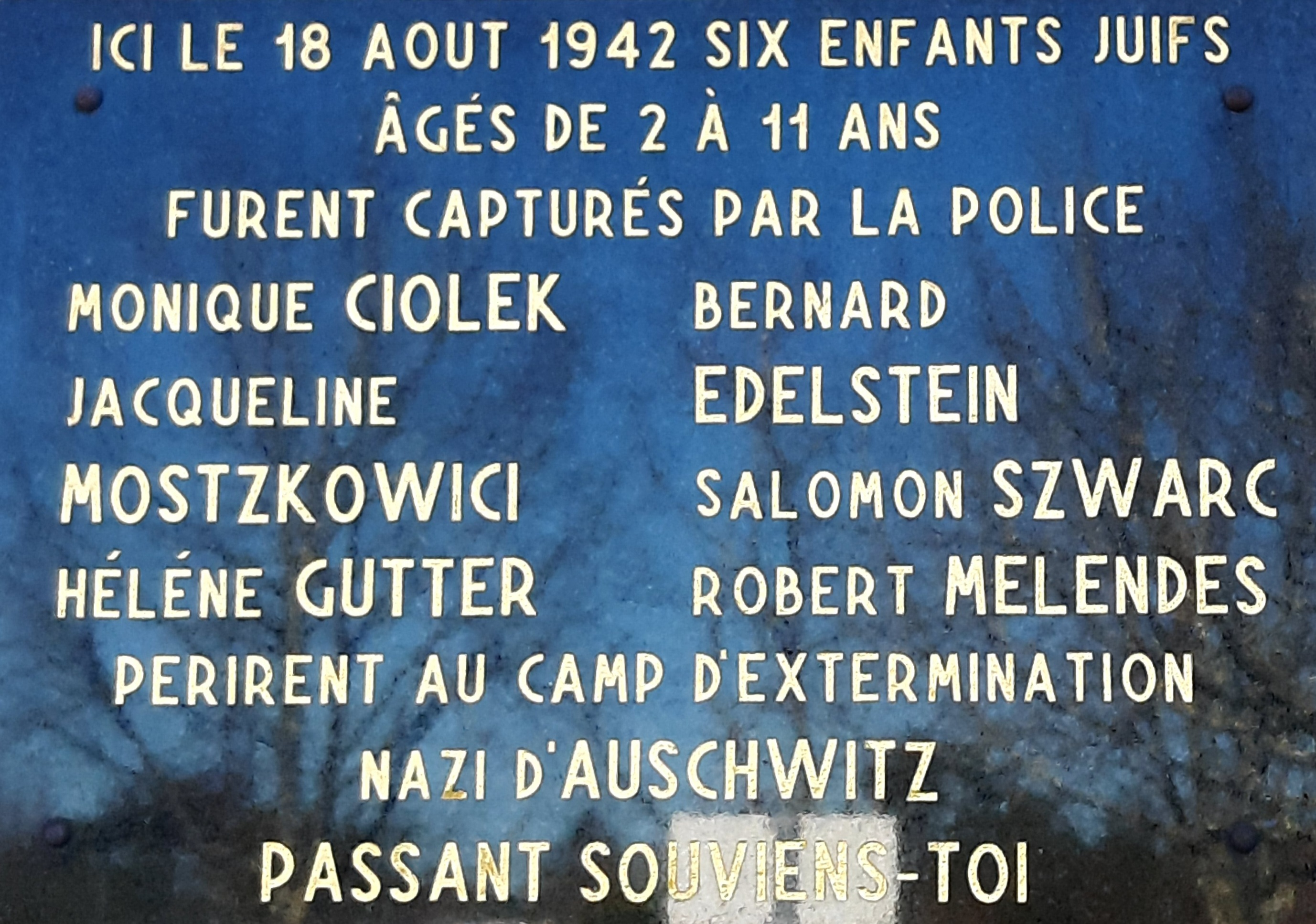
Plaque commémorative honorant la mémoire d'enfants juifs arrêtés le 18 août 1942 et assassinés, apposée sur l'école du Pouy à Mont-de-Marsan[10].
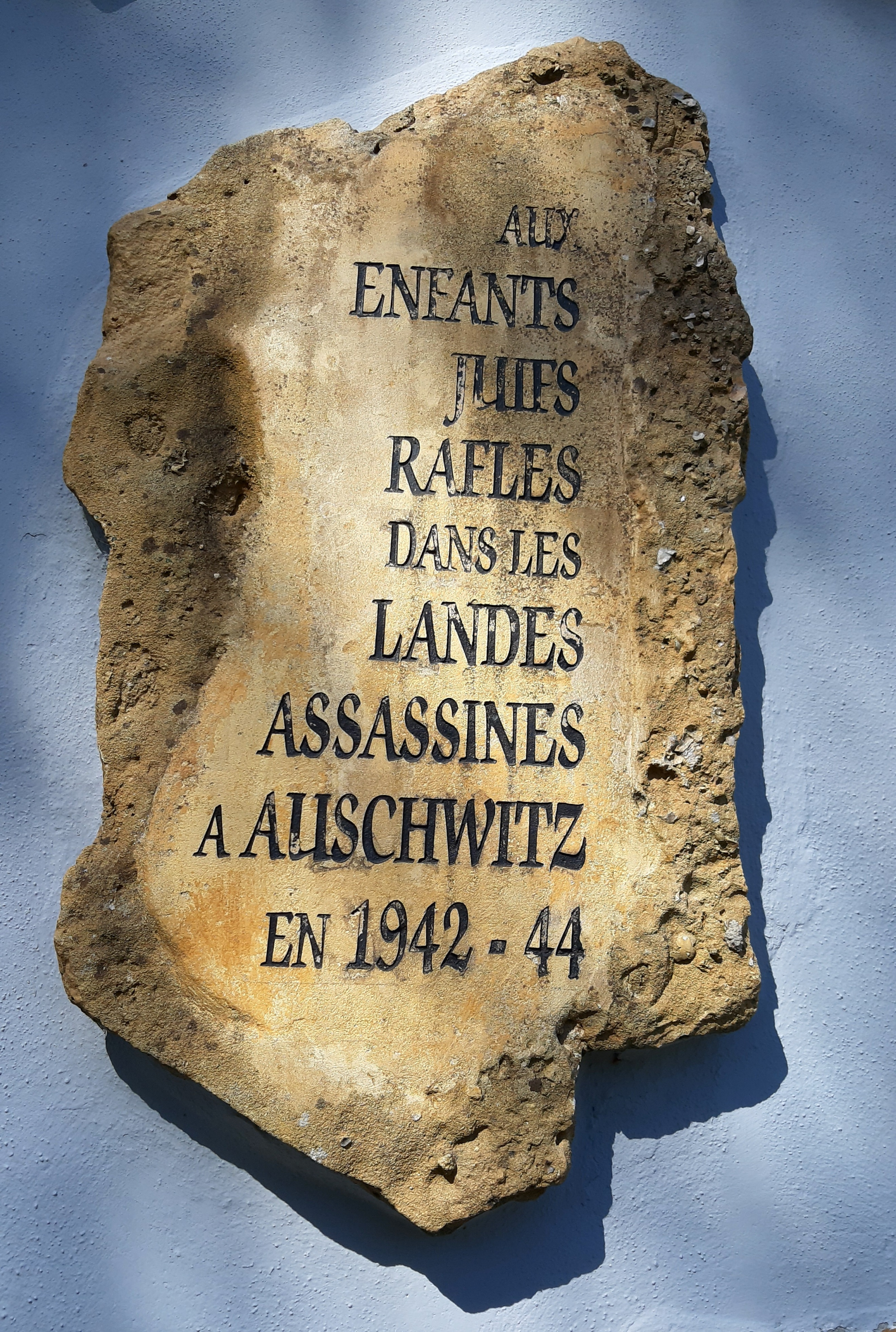
Mémorial aux enfants juifs raflés dans les Landes du parc Jean-Rameau.

Collaboration
La Légion des volontaires français contre le bolchevisme, combattant sous l'uniforme allemand, s'installe en 1942 dans un local annexe du Cercle des officiers (15, rue Léon-Gambetta, à l'angle avec la place Général-Leclerc). Le 15 juillet 1944 est inauguré le siège de la Milice française qui regroupe « toutes les bonnes volontés et toutes les opinions pour cristalliser l'unité française garante du statut de la patrie… » au 33, rue Victor-Hugo (maison aujourd’hui disparue).
Arrestation
Xenia Dénikine, réfugiée à Mimizan, y est arrêtée par les Allemands et internée pendant douze jours à la feldgendarmerie de Mont-de-Marsan avec les onze autres réfugiés russes que compte le département pour y être interrogés. Après avoir été relâchée, elle note dans son carnet en date du 6 juillet 1941 l'aide qu'elle a reçue des habitants : trompant la vigilance des gardiens allemands, des anonymes lui ont demandé à travers la grille de la cour si elle n'avait besoin de rien. Répondant qu'elle souhaitait boire de l'eau, un habitant lui en ramène une bouteille en bravant l'interdit et disparaît avant qu'elle ait eu le temps de le payer ou de le remercier.
Résistance
La résistance dans les Landes s'unifie tant bien que mal, essentiellement autour de la personne de Léonce Dussarrat, alias « Léon des Landes », au terme de négociations et d'accords difficiles à conclure, tant en raison de divergences d'opinions que de querelles de personnes.
Des habitants rejoignent les Forces Françaises Libres en Angleterre, tel que l'adjudant René Darbins (né le 1er octobre 1920 à Mont-de-Marsan), qui trouve la mort aux commandes de son Spitfire le 19 août 1942 à l'âge de 21 ans lors du raid de Dieppe (voir sa sépulture au cimetière du Centre). Le 4 septembre 1942, Oscar Martin, commandant des FTPF, encerclé par les Allemands, se donne la mort à Mont-de-Marsan sans livrer les secrets de la résistance. Au no 4 place Saint-Roch (site de l'actuel marché couvert), le couple Gustave et Andrée Dupeyron, garagistes engagés dans la Résistance, cache dans son appartement situé au-dessus de l'atelier des pilotes alliés, parmi lesquels le major Evan Evelynd de l'U.S. Air Force dont la forteresse volante est abattue en 1944 dans les environs d'Arjuzanx. Parmi les résistants du département figurent les noms de Joseph Bordes, Renée Darriet (née et morte à Mont-de-Marsan), Jean de Laborde-Noguez, Léonce Dussarrat, Charles Lamarque-Cando ou André Soussotte. Les réseaux de résistance payent le prix fort pour leurs actions, comme en témoignent une plaque à l'école du Pouy.

Médaillon représentant le prêtre et résistant Joseph Bordes, sur le mur ouest de l'église de la Madeleine de Mont-de-Marsan, réalisé par Cel le Gaucher en 1945.
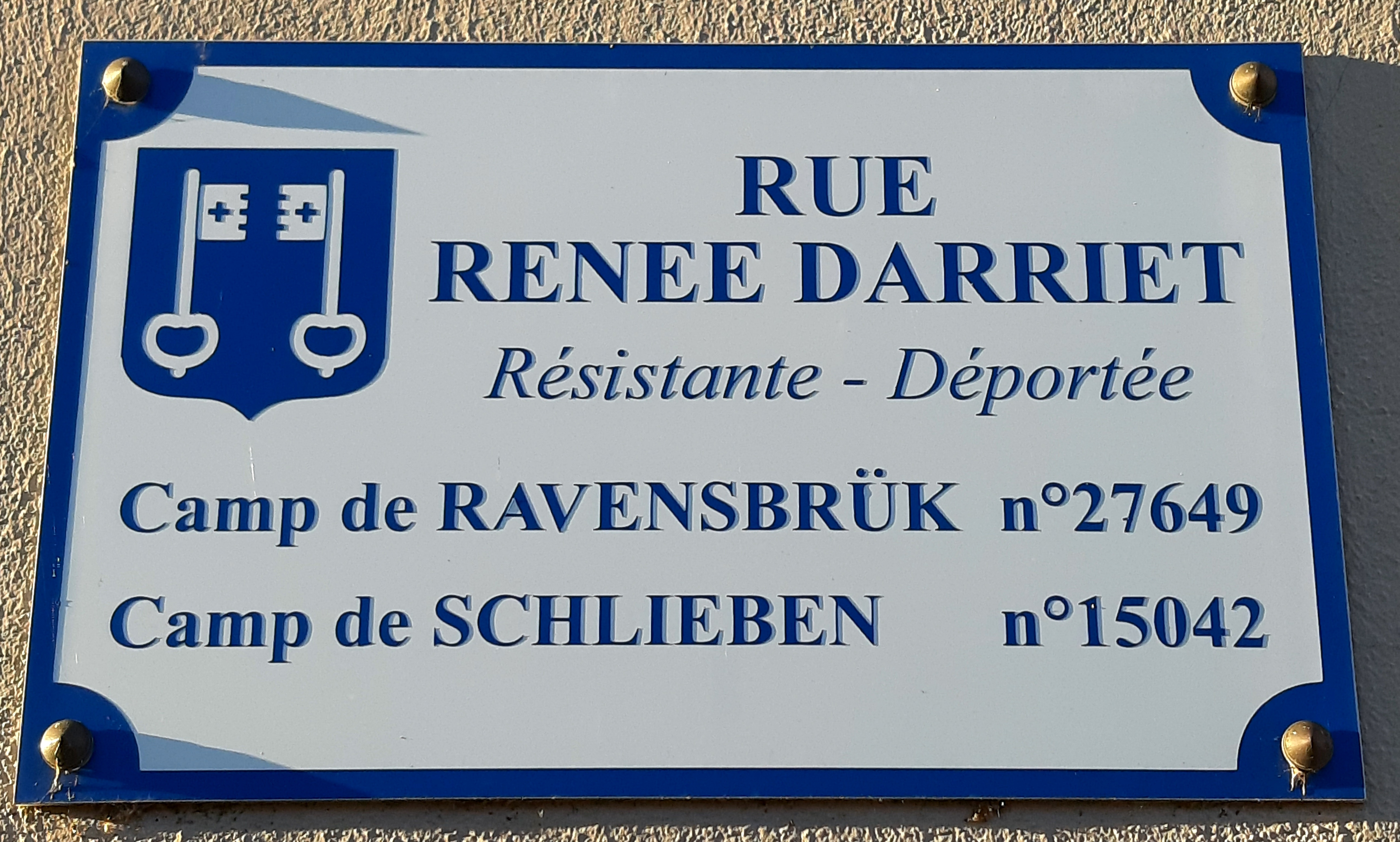
Panneau de la rue Renée Darriet, orné du blason de Mont-de-Marsan.
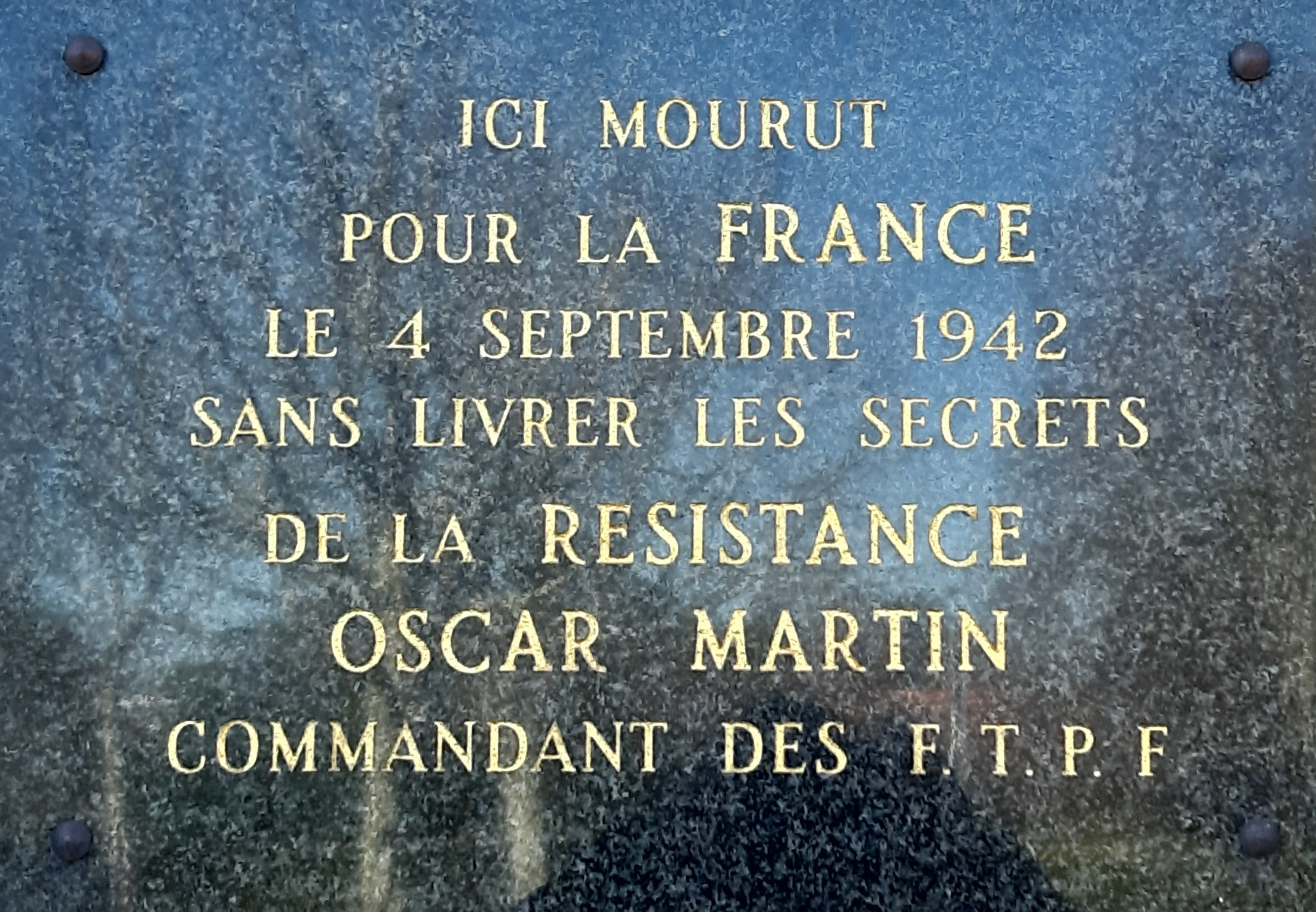
Plaque commémorative honorant la mémoire du résistant FTPF Oscar Martin apposée sur l'école du Pouy[10].

### Destructions
Œuvres d'art
Comme toutes les statues en bronze de la ville, la statue La Landaise (œuvre de plus d'une tonne de Félix Soulès, installée depuis 1903 face au bureau de poste) est déposée par les Allemands le 7 juin 1942 pour être fondue dans le cadre de la mobilisation des métaux non ferreux. C'est également le cas du buste d'Aimé Darrasse (œuvre du sculpteur Paul Roussel, exposée à l'entrée du lycée Victor-Duruy. Dans un même temps, tous les objets non utilisés en métaux non-ferreux (plomb, cuivre, alliage, étain, nickel…) doivent être amenés à l'ancienne caserne Lacaze (donjon Lacataye).

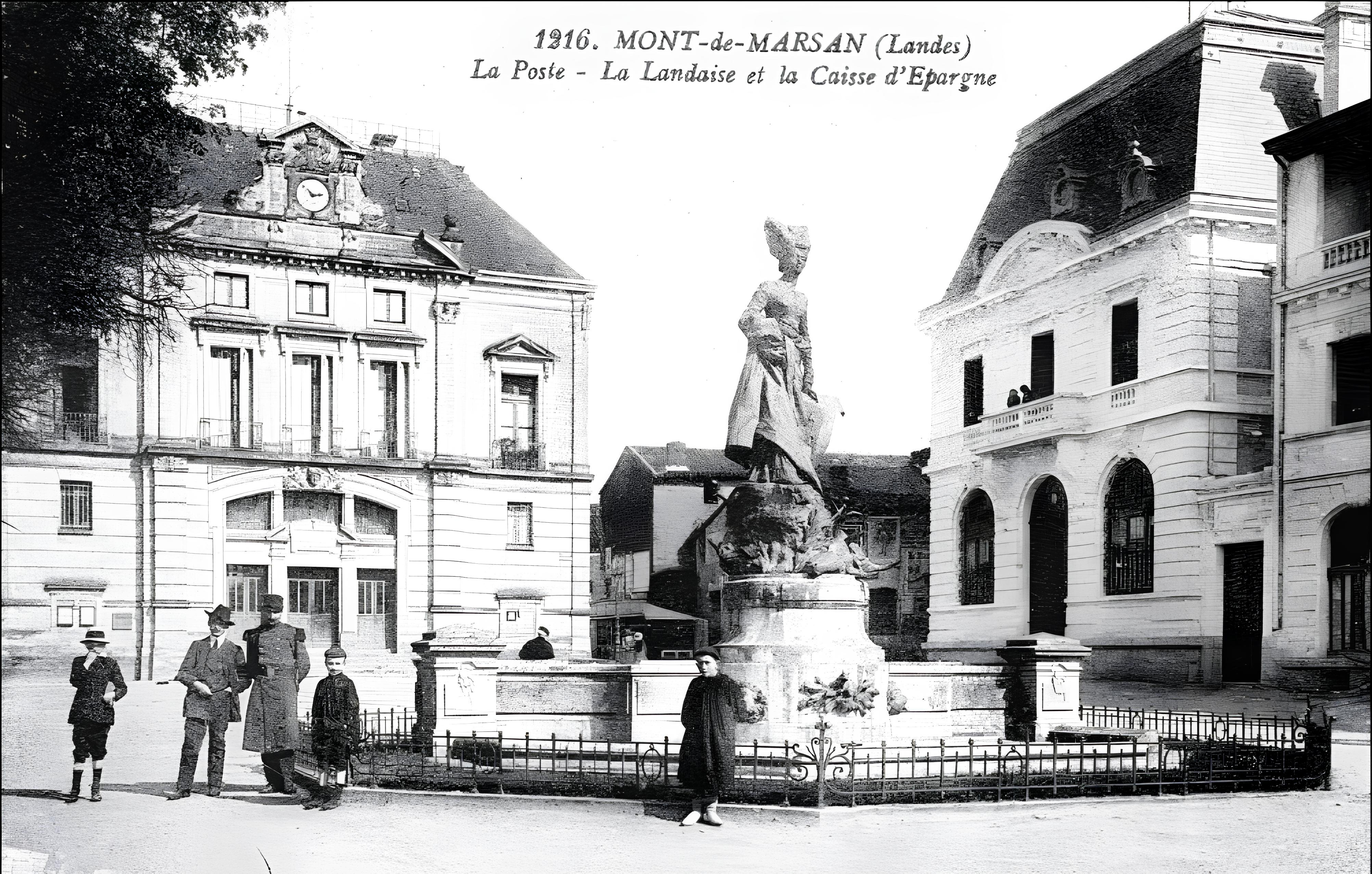
Photo ancienne de la place Pascal-Duprat (actuelle place du Général-Leclerc), ornée de la statue La Landaise avec le bâtiment de la Poste (au n°7, à gauche) et de la Caisse d'Epargne (au n°6, à droite).
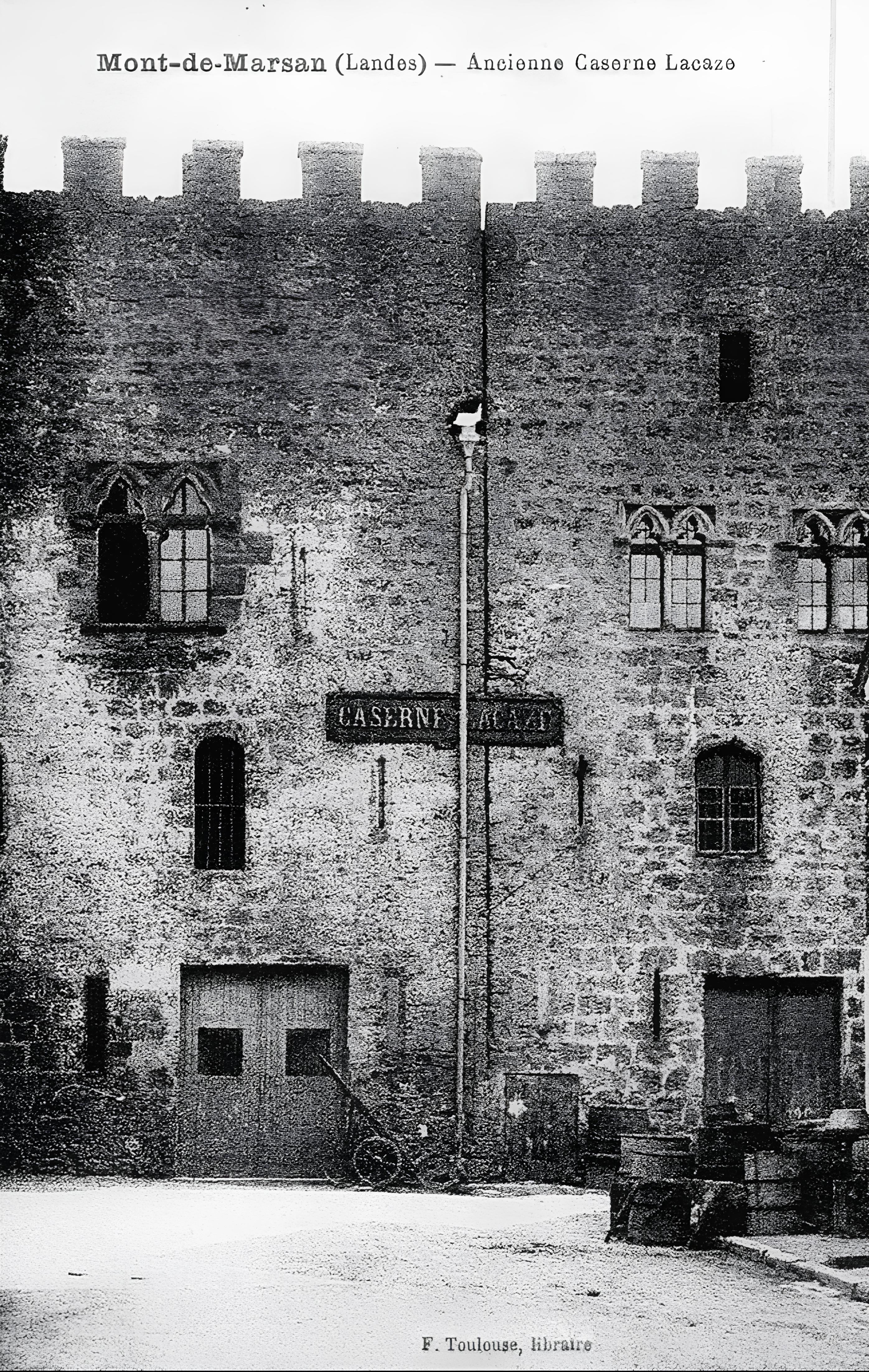
Ancienne caserne Lacaze.

Bombardement
Dès son arrivée à Mont-de-Marsan,  l'armée de l'air allemande (la Luftwaffe) réquisitionne plusieurs bâtiments publics pour y prendre ses quartiers, notamment l'hôpital Sainte-Anne à partir de décembre 1940 et quelques belles demeures privées (villa Chantaco et villa Lacaze). Elle réquisitionne également le champ de l'aéroclub des Landes où elle lance, à partir de 1941, les travaux d'aménagement d'une base aérienne. Sous la supervision allemande, ce sont des prisonniers de guerre coloniaux détenus dans les deux camps de Mont-de-Marsan, des requis, des volontaires français ou étrangers et des sociétés locales de travaux publics qui sont à l'œuvre. L'objectif est d'accueillir des avions de patrouille maritime venant suppléer les hydravions stationnés à l'aérodrome de Biscarrosse.
En octobre 1943, des Junkers Ju 290 du « Fernaufklärungsgruppe 5 » arrivent à la base aérienne qui vient d'être achevée. Ces quadrimoteurs de reconnaissance à long rayon d'action ont pour mission de survoler le golfe de Gascogne à la recherche des convois alliés qui ravitaillent l'Angleterre. Lorsqu'ils sont détectés, l'état-major allemand fait intervenir soit ses sous-marins au départ d'une de ses bases de l'Atlantique, soit ses avions d'attaque, des Focke-Wulf Fw 200 Condor basés principalement à Bordeaux. La base aérienne de Mont-de-Marsan devient ainsi une menace dans le cadre de la préparation du débarquement en Normandie et les alliés prennent la décision de la neutraliser. Faisant d'une pierre trois coups, les Américains bombardent le 27 mars 1944 les bases aériennes de Biarritz-Parme, de Pau-Pont-Long et de Mont-de-Marsan.
Accompagnés par 960 chasseurs de protection, 167 bombardiers Consolidated B-24 Liberator décollent en début d'après-midi du sud de l'Angleterre en quatre vagues successives. Quarante-sept d'entre eux larguent 6000 bombes de différents calibres sur la base aérienne de Mont-de-Marsan. Cela constitue un des événements majeurs de la Seconde Guerre mondiale pour les Landes. Toutefois, les résultats ne sont pas à la hauteur des attentes car les bombes manquent la piste, leur objectif principal. Les bombardements de la base aérienne de Mont-de-Marsan entraînent des dégâts collatéraux, matériels et humains :
- 13 morts et 10 blessés (soignés à l'hôpital Lesbazeilles) parmi la population civile et les militaires italiens ;
- 6 morts parmi les Allemands : 3 militaires et 2 civils + 1 inconnu, enterrés au cimetière militaire allemand de Mont-de-Marsan datant de la Première guerre mondiale. Ils seront transférés en 1962 au cimetière militaire allemand de Berneuil, en Charente-Maritime[1].

Deux des B-24 sont abattus par la lutte antiaérienne allemande : l'un s'écrase au large de Capbreton, faisant six victimes, l'autre près de Bilbao.

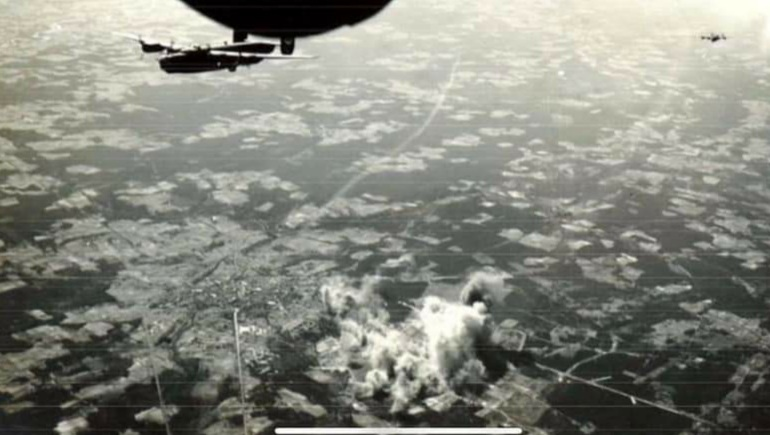
Bombardement de la base aérienne de Mont-de-Marsan par les forces alliées le 27 mars 1944.
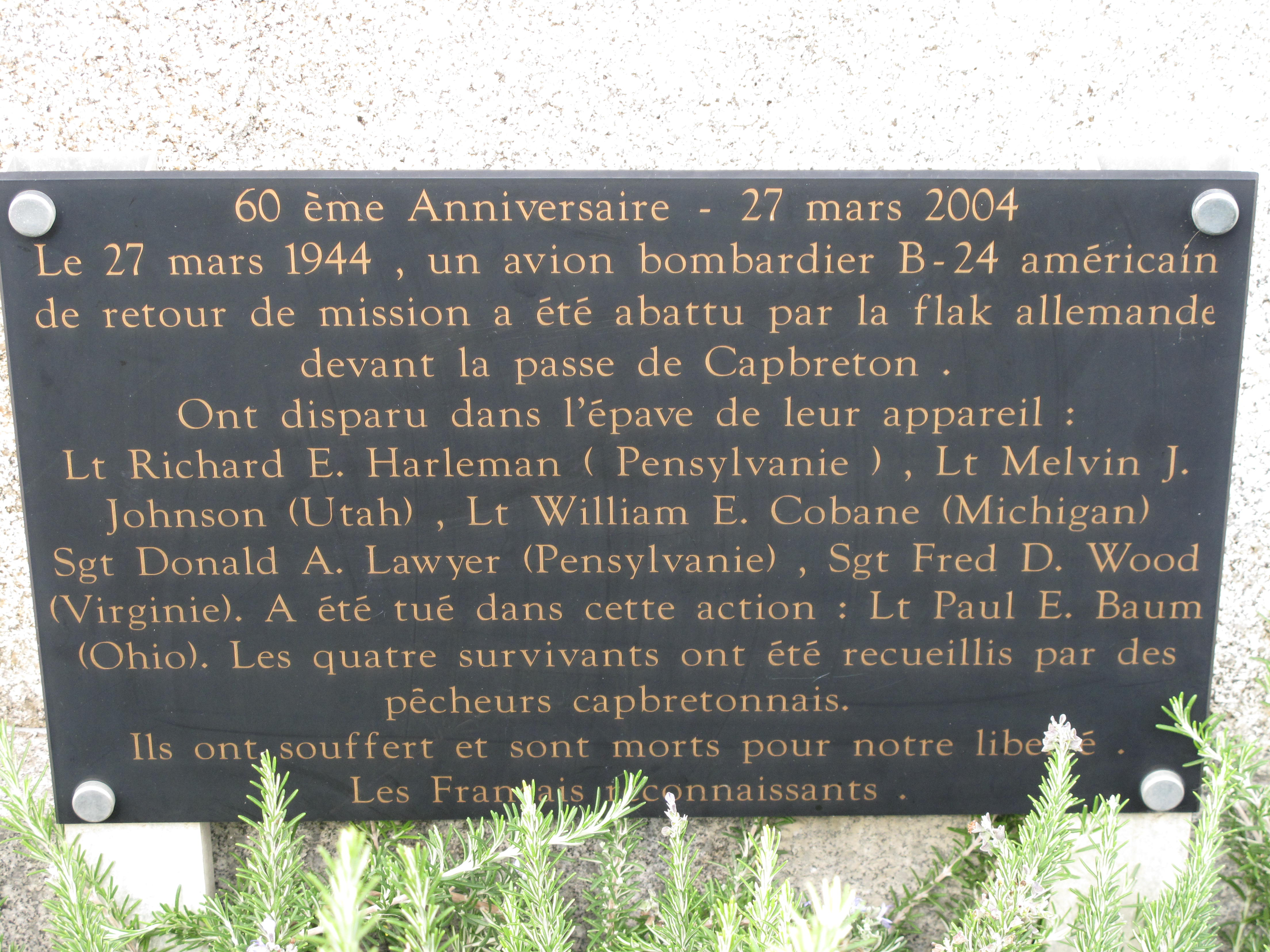
Plaque commémorative du crash du bombardier B-24 à Capbreton le 27 mars 1944.

## Libération

### Circonstances
Débarquement en Normandie
La libération du territoire métropolitain national débute le 6 juin 1944 avec le débarquement de Normandie (si l'on excepte la libération de la Corse en octobre 1943). C'est le signal attendu par les groupes de la résistance intérieure pour lancer l'offensive. Dans les Landes, conformément aux ordres britanniques, le réseau Léon-des-Landes commence le sabotage systématique de tout ce qui pourrait être utile aux Allemands : voix ferrées, lignes téléphoniques, télégraphiques et ponts. Selon l'expression des résistants du département voisin du Gers : « Léon fait tout sauter dans les Landes. ». Parmi les faits les plus notables, un train allemand chargé de munitions à destination du front de Normandie explose à Laluque le 27 juillet 1944 grâce à l'action d'Henri Ferrand, instituteur de 24 ans, membre du groupe de résistants de Pontonx-sur-l'Adour. Winston Churchill lui-même dira qu'il s'agit de « l'un des sabotages les plus spectaculaires de l'été 44 »,,,,. Les accrochages entre les maquisards et les troupes allemandes sont réguliers et la répression allemande est féroce : résistance et civils paient un lourd tribut à Téthieu, Aire-sur-l'Adour en juin 1944 (à Bordères-et-Lamensans, un attentat contre les troupes d'occupation entraîne des représailles à Grenade-sur-l'Adour le 13 juin 1944 et la déportation de 29 otages (1, place des Déportés à Grenade-sur-l'Adour), à Arx et Mugron en juillet notamment.

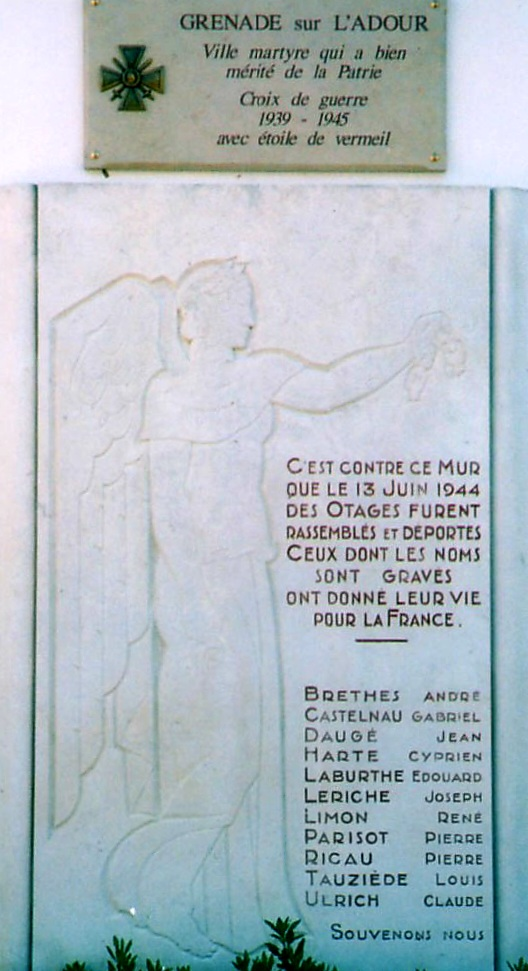
Mémorial de Grenade-sur-l'Adour (13 juin 1944).
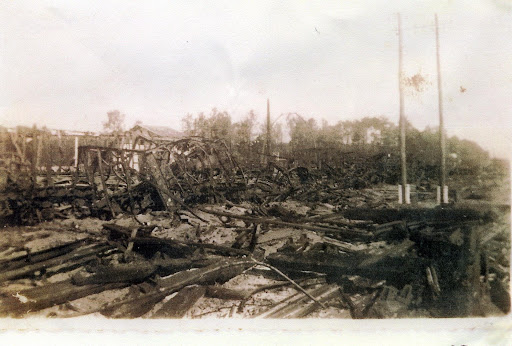
Dégâts du sabotage de Laluque (27 juillet 1944).
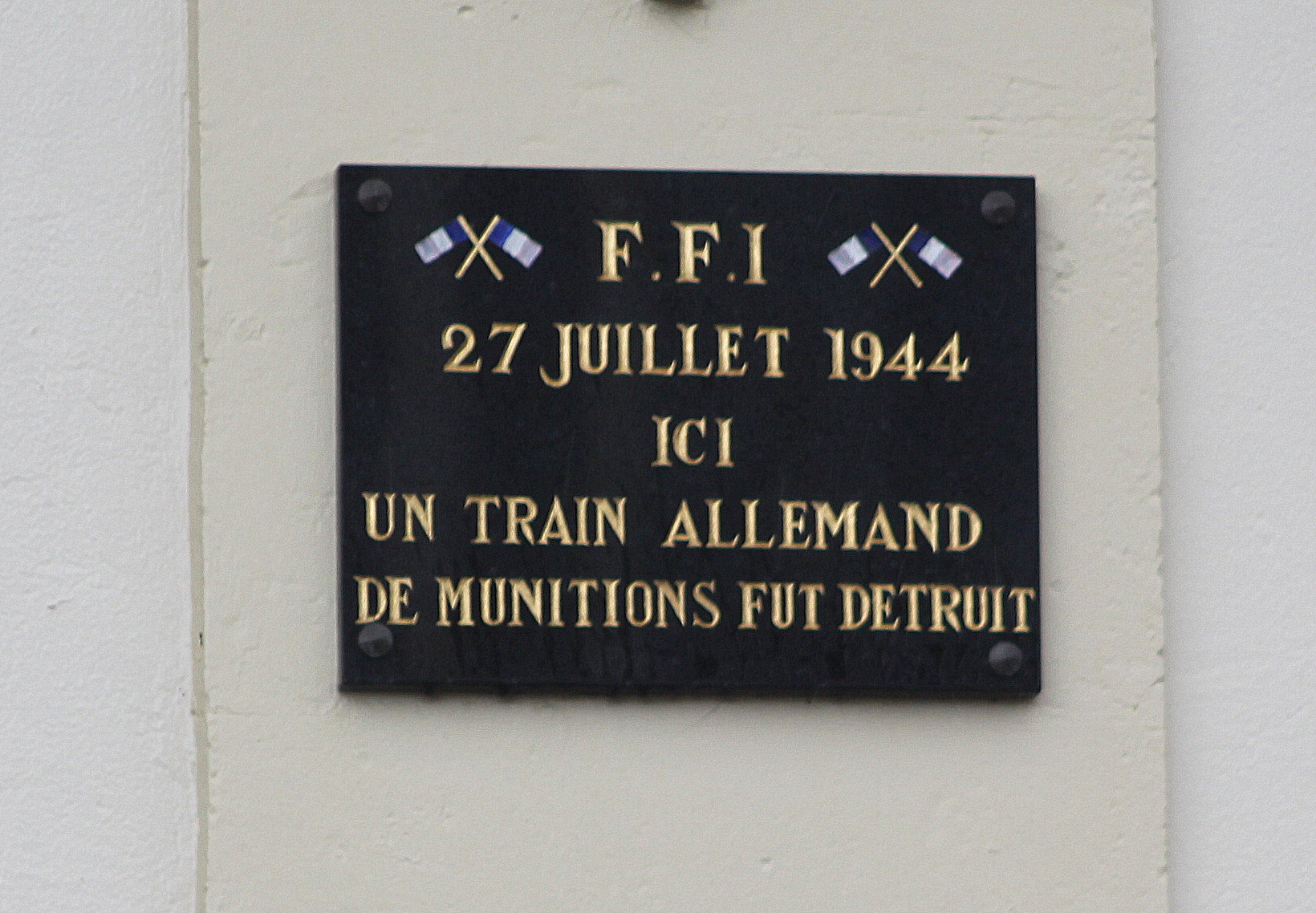
Plaque commémorative en gare de Laluque.
Plaque commémorant Henri Ferrand, apposée sur l'école de Laluque.

Débarquement en Provence
Mais c'est le débarquement de Provence du 15 août 1944 qui provoque le repli des troupes d'occupation stationnées dans le sud-ouest de la France depuis juin 1940. Leur objectif est d'éviter d'être coupées de l'Allemagne quand les troupes alliées débarquées en Normandie (qui sont à ce moment-là sur la Loire et la Seine) et celles débarquées en Provence, qui vont remonter la vallée du Rhône, se seront rejointes. Elles quittent donc sur ordre de leur commandement leurs positions pour gagner au  plus vite les villes de Dijon puis Belfort, tout en détruisant au passage les maquis rencontrés. Dans ce secteur, ce sont presque uniquement des résistants qui font face aux troupes d'occupation allemandes et non les troupes alliées anglo-américaines. D'après Dominique Lormier, 145 000 résistants des Forces françaises de l'intérieur (FFI) affrontent 190 000 soldats allemands en 1944 et 1945. Le bilan est très positif pour les résistants : 87 000 allemands sont tués, blessés ou capturés dans le sud-ouest.
La libération de Mont-de-Marsan s'inscrit ainsi dans le cadre des opérations de la libération du sud-ouest de la France qui comptent trois autres batailles décisives : Javerlhac (Dordogne), l'Isle Jourdain (Gers), Mont-Gargan (Haute-Vienne). Elle se déroule par étapes successives. Dès le 16 août 1944, la Luftwaffe basée à Mont-de-Marsan reçoit l'autorisation de battre en retraite. Les premiers avions décollent le lendemain en direction de l'Allemagne tandis qu'un convoi hétéroclite de véhicules et de personnels quitte la base aérienne pour la même destination. L'évacuation complète des Allemands se poursuit jusqu'à la nuit du 20 au 21 août 1944. Elle est suivie de l'entrée en ville des F.F.I. le matin du 21 août 1944 et d'un combat ce même jour dans l'après-midi à l'ouest de la ville pour stopper un convoi allemand provenant de Dax et l'empêcher de pénétrer en ville.

### 20 août 1944
Derniers actes des Allemands
Avant leur départ définitif de Mont-de-Marsan,  les Allemands font sauter le 20 août 1944 le central téléphonique à la Poste et une partie de la base aérienne, notamment la piste et les hangars, que les bombardements alliés du 27 mars 1944 avaient manqués. Ils placardent des affiches prévenant la population qu'ils bombarderaient la ville en cas d'agitation. Ils refusent de livrer leurs stocks de vivres aux autorités françaises qui se mettent en place mais laissent la population les piller. Dans la nuit, les soldats allemands positionnés dans la base aérienne, le lycée Victor-Duruy et aux alentours de la ville quittent leurs positions et partent vers Cère et Dax, leurs dernières positions sûres dans les Landes.
Préparatifs des résistants
De leur côté, les résistants se regroupent à Saint-Médard à l'est du centre-ville. Ils reçoivent des armes et sont transportés au passage à niveau situé 43 route de Villeneuve (qui servait de poste de contrôle du franchissement de la ligne de démarcation de 1940 à 1943). Ils passent toute la nuit sur place en attendant le signal d'entrer en ville.

### 21 août 1944
Reprise de la ville
Des éclaireurs du bataillon Claverie (Laporte et Tardits) sont les premiers à pénétrer tôt le matin du 21 août 1944 en ville par la route de Villeneuve et la rue Augustin Lesbazeilles et constatent que les Allemands ont quitté la base aérienne et la ville, à l'exception d'un dernier side-car partant de la mairie. Vers 9h00, des voitures ornées de fanions tricolores à la croix de Lorraine déposent à la préfecture le « team Jedburgh » (les Américains Everett T. Allen et Arthur Gruen, le capitaine montois René Estève parachuté dans le Gers trois jours auparavant et le capitaine britannique Thomas Antony Mellows), le colonel Jean de Milleret (alias  » Carnot »), « Léon des Landes », Claverie, « Jean des Landes ». Le préfet Gazagne et le maire Larrieu (qui seront tous deux très vite remplacés) accueillent les chefs de la Résistance et accompagnent les célébrations à suivre.
Célébrations
A 10h00 se déroule une fête de la Libération au square des Anciens-Combattants. Les autorités, encadrées par des F.F.I. en armes, se rendent ensuite vers 11h00 à la mairie. D'autres F.F.I. défilent quant à eux dans la rue Léon Gambetta également vers la mairie. Leurs uniformes et équipements hétéroclites témoignent de la diversité de leur composition. La population explose de joie, fenêtres et balcons sont pavoisés du drapeau de la France, on chante La Marseillaise, on acclame les libérateurs. Dans les environs, les combats entre résistants et troupes allemandes se poursuivent à Cère le matin du 21 août. Le résistant Gilbert Benay, originaire de Saint-Denis-de-Pile est fusillé contre le mur du cimetière de cette commune (283, rue du 21-Août-1944). Ses dernières paroles sont : « Je meurs pour la France et suis fier d'avoir combattu pour elle ». 

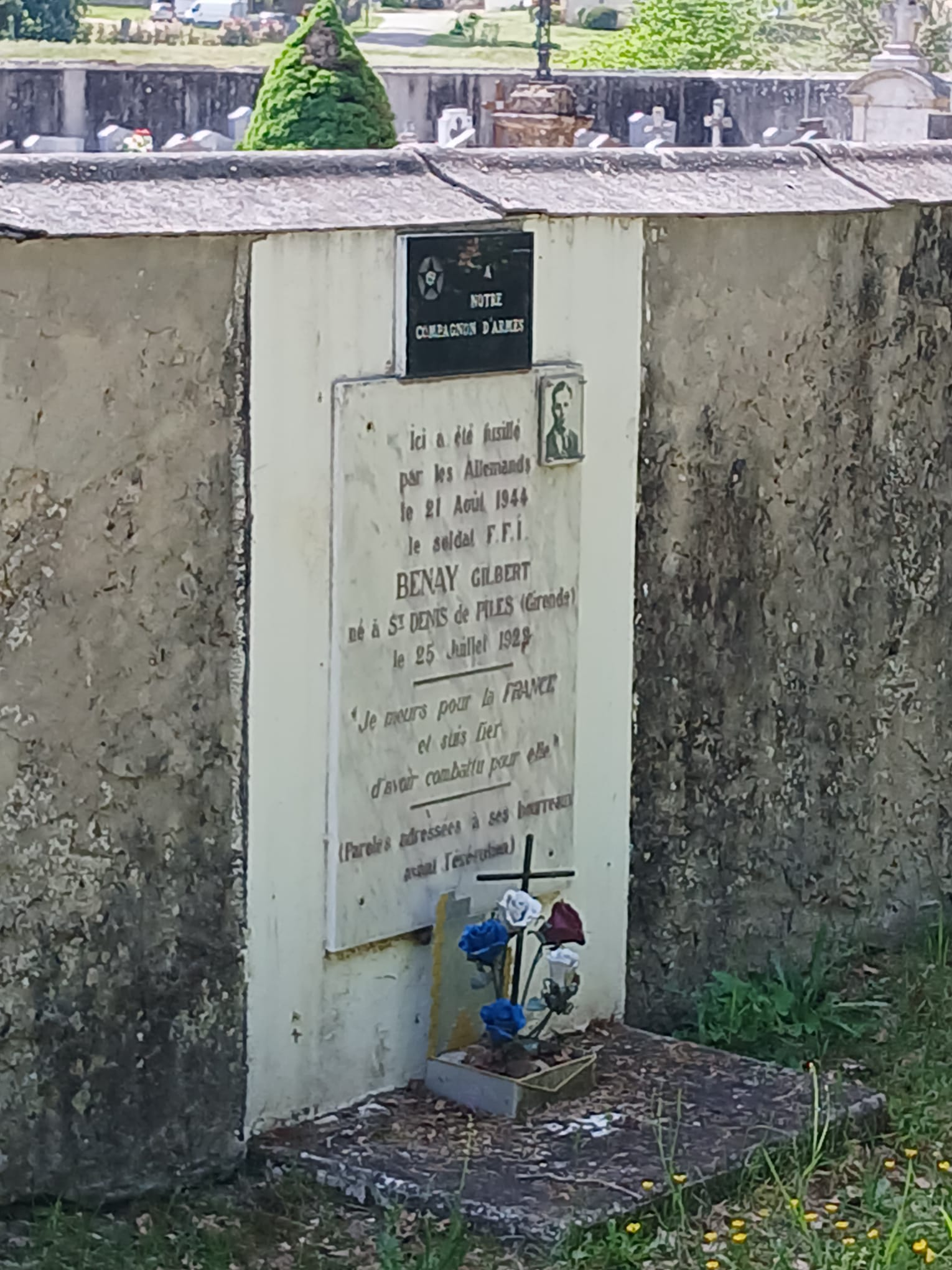
Cimetière de Cère, plaque commémorative dédiée à Gilbert Benay, résistant FFI exécuté en ce lieu par les Allemands le 21 août 1944 à l'âge de 22 ans.

À Mont-de-Marsan, une foule nombreuse se rassemble pour accueillir ses libérateurs devant l'hôtel de ville de l'époque (4, place Charles-de-Gaulle) et exprimer son bonheur d'être délivrée. Se présentant au balcon, le maire de Mont-de-Marsan Jean Larrieu, à sympathie collaborationniste, entouré de deux capitaines - un Écossais et un Américain - annonce sa démission et laisse sa place au résistant Marcel David. 

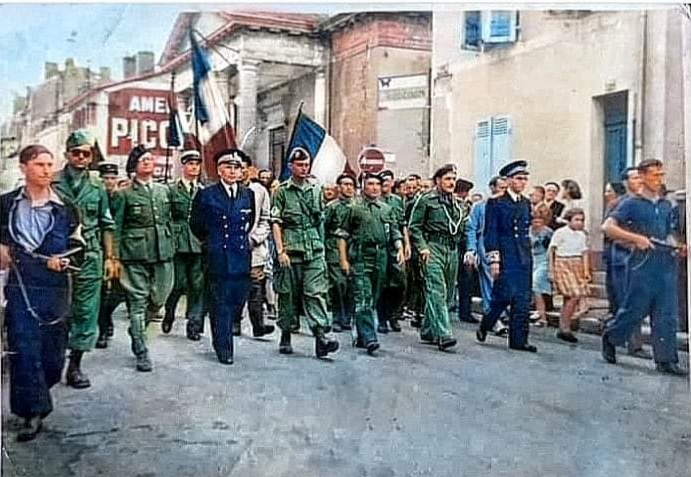
Défilé des autorités et des résistants dans la rue Victor-Hugo le 21 août 1944 vers 11h00. De gauche à droite : un F.F.I armé d'une mitraillette Sten (car des tirs de la milice française se font encore entendre), le capitaine Estève, « Carnot », X, le préfet Gazagne, Allen, Claverie, « Léon des Landes », « Jean des Landes », le capitaine Mellows (blessé, aidé d'une canne. Il sera tué dans l'après-midi au combat du pont de Bats) le secrétaire-général Mourer, un F.F.I. armé[23].
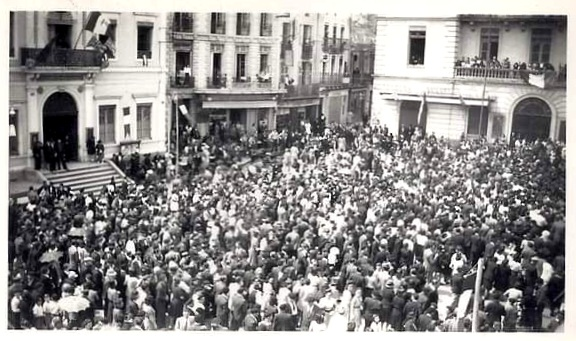
Foule rassemblée devant l'hôtel de ville, le 21 août 1944.

La joie retombe vite : vers 13 heures, la nouvelle se diffuse de l'arrivée de détachements allemands, formant une colonne d'une cinquantaine de camions au maximum transportant entre 300 et 500 soldats par la route de Bayonne (actuelle D824). Elle transporte en particulier le personnel de l'école de défense aérienne et de la compagnie de surveillance aérienne de Dax, des feldgendarmes et des militaires de services annexes, mais aussi des troupes ayant évacué Orthez ou Pau, qui ont sans doute pour mission de rejoindre à Cère la garnison de Mont-de-Marsan qui a quitté la base aérienne le 19 août. Les Allemands sont armés de mitrailleuses, fusils mitrailleurs et canons antichars.
Combat du Pont de Bats
Après les cérémonies du matin, les résistants français, encadrés par Dussarrat, Gervais, Latour et Despons, vont donc au devant de ces détachements allemands s'approchant de la ville. Dans le camp français, les forces en présence comptent entre 150 et 200 maquisards du corps franc Pommiès, appartenant à la brigade de Milleret, alias Carnot (130 hommes environ), et du corps franc de la libération de Léon des Landes, dont les hommes sont sous les ordres de Jean Gervais, alias Jean des Landes (30 hommes environ, auxquels se sont joints des civils montois et des soldats coloniaux libérés des camps de prisonniers. Il y a aussi le Team Jedburgh, dont le capitaine Anthony Mellows et le montois René Estève. Leur armement et le stock de munitions sont limités : pistolets-mitrailleurs, quelques mortiers et fusils-mitrailleurs, issus des parachutages. Il est à noter également que les troupes de la résistance ne disposent de pratiquement aucune coordination de commandement. 
Le combat débute vers 16 heures au lieu-dit Trompeur (du nom d'une rivière), à la limite entre Saint-Pierre-du-Mont et Saint-Perdon, à 2,5 km à l'ouest du pont de Bats. Les résistants se placent des deux côtés de la route  et mitraillent les Allemands. A 16h30, des hommes abattent quelques arbres à hauteur du lieu-dit Ménasse (plus proche de Mont-de-Marsan), pour bloquer la circulation sur la voie. Les Allemands se heurtent aux premiers éléments du corps franc de libération de Jean Gervais. S'y trouvent Allen, Mellows, Estève, Carnot, quelques hommes de Léon des Landes. Mellows est touché vers 17h30 par les tirs allemands à l'épaule et à l'estomac. Ses camarades doivent battre en retraite sous le feu de l'ennemi. De 18 heures à 21 heures, une soixantaine d'hommes des brigades de Gervais et de Carnot (capitaine L'Huillier) prennent position sur des points d'appui, à Coumassotte (sur les hauteurs de Saint-Pierre-du-Mont) et au pont ferroviaire de Bats qui surplombe la route. Là, les allemands sont longuement stoppés. Cela permet aux dernières unités de F.F.I. (Croharé, Dubrou), positionnées à Cère au nord de Mont-de-Marsan, d'arriver en renfort entre 20 heures et 21 heures. La section Dubrou contourne la colonne allemande par Saint-Pierre-du-Mont et reprend le pont de Bats, pendant que la section de Rivière prend position sur la pont du chemin de fer de Luxey. Les Allemands sont ainsi pris entre deux feux. Au pont de Bats, le capitaine Croharé tombe. La section se replie vers Saint-Pierre-du-Mont, les résistants sont bientôt à court de munitions. Vers 21 heures (ou 23 heures), un camion de munitions allemand explose, entraînant la retraite définitive des Allemands vers Dax. Ils amènent avec eux deux otages qui sont libérés dès le lendemain.
Bilan
Quatre résistants au total sont tués ce jour-là : le capitaine britannique du Royal Armoured Corps Thomas Anthony Mellows,  (inhumé au cimetière du Centre), le capitaine Marc-Hubert Croharé, , l'adjudant-chef Jean-Marie Clapot et l'adjudant André Siot. Côté allemand, quatre hommes également sont tués (ils seront enterrés à Dax), un camion est détruit et neuf sont capturés.

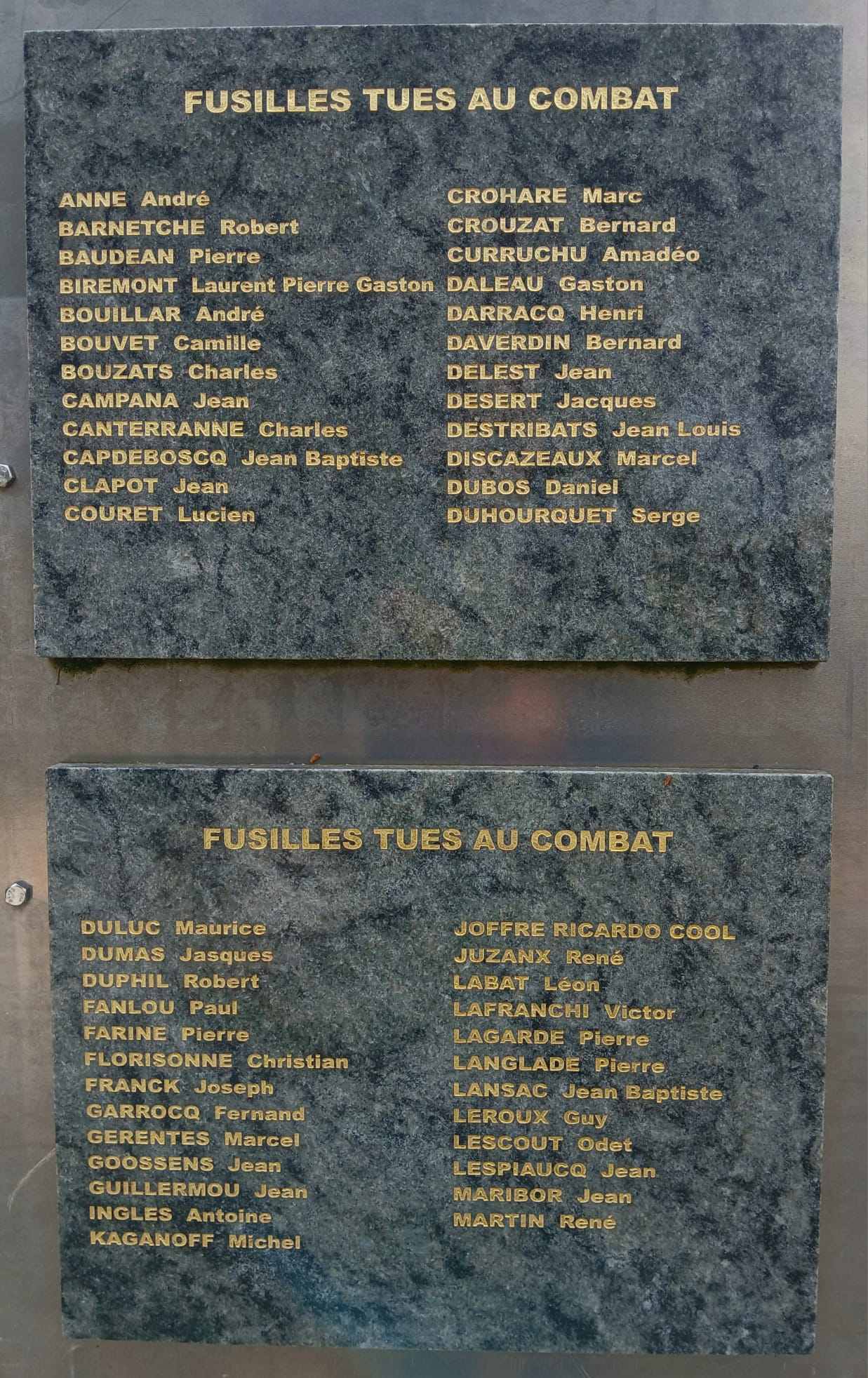
Noms de Jean Clapot et de Marc Croahré inscrits sur le Mémorial de la résistance landaise à Téthieu.
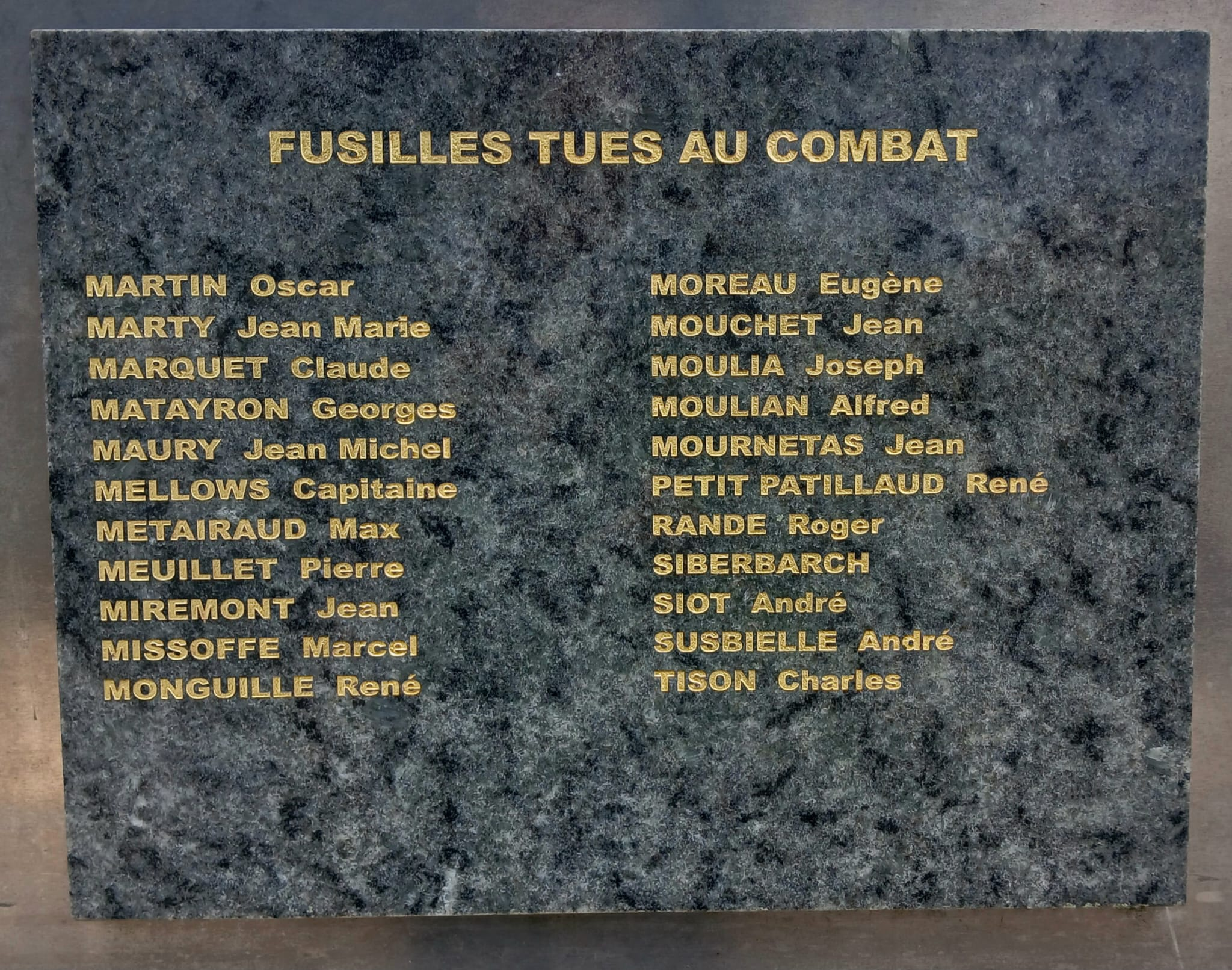
Noms du capitaine Mellows et d'André Siot inscrits sur ce même mémorial.

## Fin de la guerre
Après la libération
Le chef-lieu et tout l’est des Landes sont libérés de l'occupant le 21 août. Le 23 août, la ville de Dax est libérée à son tour. Le 24 août a lieu à Mont-de-Marsan la cérémonie des obsèques solennelles des quatre victimes du combat du pont de Bats. Une messe est d'abord dite en l'église de la Madeleine ; des couronnes de fleurs sont déposées par les F.F.I., le Stade montois, des camarades espagnols, de Motobloc, des Papeteries de Roquefort, etc. Le cortège se compose du clergé, suivi des sapeurs-pompiers, des médaillés militaires, de la gendarmerie, de la police, de la défense passive, de la Croix-Rouge, des sœurs de Saint-Vincent-de-Paul, puis des quatre cercueils, recouverts du drapeau national (drapeau du Royaume-Uni pour Thomas Anthony Mellows), portés par des F.F.I. (Marc-Hubert Croharé est porté par ses hommes). Suivent les familles et les autorités, les directeurs des différentes administrations, les prisonniers de guerre, etc. A midi, ils sont inhumés au cimetière du centre. L'oraison funèbre est prononcée par Léon des Landes.

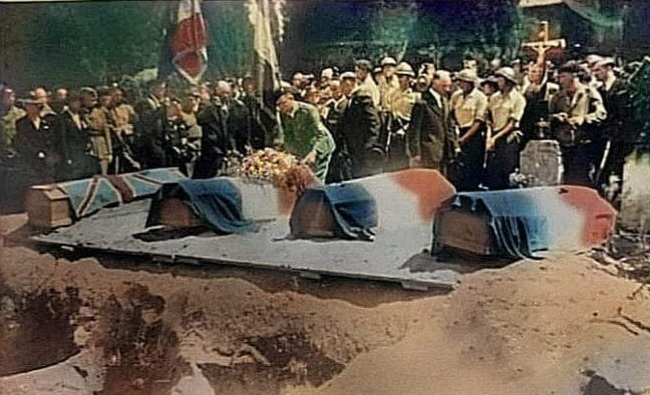
Obsèques de Thomas Anthony Mellows, Marc-Hubert Croharé, Jean-Marie Clapot et André Siot.
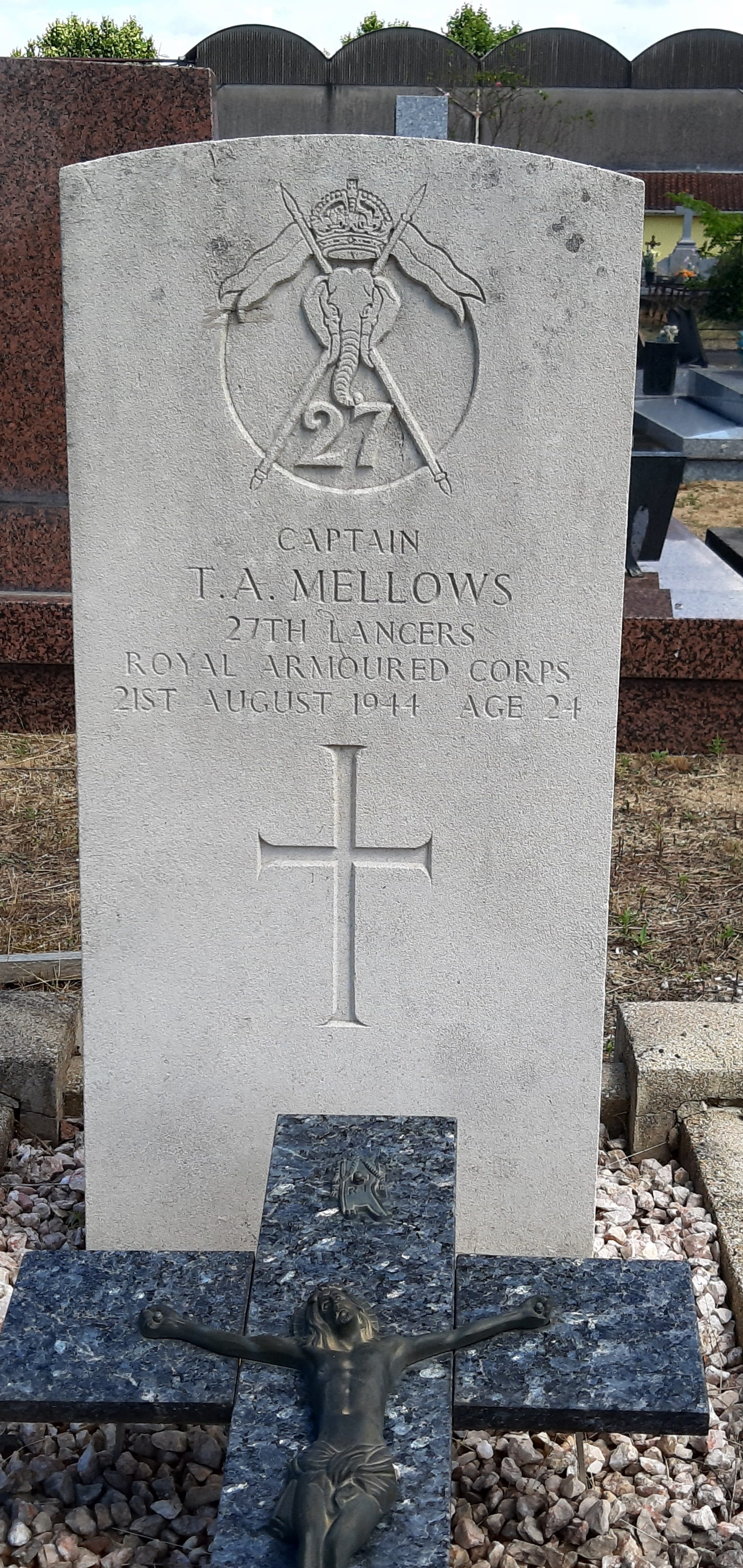
Tombe du capitaine Thomas Anthony Mellows au cimetière du centre.

Le 26 août, le résistant Paul Chary est nommé préfet des Landes en remplacement de René Gazagne. Le 28, l'ensemble du département des Landes est officiellement libéré. Le 3 septembre 1944, la « Journée départementale de rétablissement de la République » est organisée. Elle débute par un Te Deum en l'église de la Madeleine le matin, puis d'un cortège officiel suivi par la foule qui se présente à 12h15 aux monuments aux morts pour rendre hommage aux victimes de la guerre : après un salut aux morts et le dépôt de gerbes, les F.F.I. présentent les armes. La journée se poursuit sur la place des arènes du Plumaçon à 16 heures. Les différents orateurs prennent tour à tour la parole : M Bullion, président du Comité Local de Libération, Marcel David, le nouveau maire, Camille Labat, maire-adjoint de Dax, Paul Chary, nouveau préfet des Landes, Léon des Landes, chef des F.F.I. du département qui scande « Vive la France », ainsi que Charles Lamarque-Cando, président du Comité départemental de Libération, qui déclare : « C'est dans l'union de tous les Français, derrière le Général de Gaulle, que se refera le pays, un pays tel que nous le voulons tous : fort, grand et prospère ». La journée s'achève par un spectacle au théâtre municipal. Le 9 septembre 1944, la place de l'Hôtel de ville est renommée place Charles-de-Gaulle.
Des soldats coloniaux, anciens du 14e RTS et récemment libérés des camps de prisonniers environnants, sont rassemblés à la caserne Bosquet avant leur départ en prévision des combats de libération de la Pointe de Grave. Quelques soldats sud-africains et kényans, supplétifs de l'armée britannique capturés par les Allemands lors de la bataille d'El Alamein et détenus dans des camps de prisonniers de la ville sont inhumés dans le cimetière de l'hôpital Sainte-Anne, après leur décès probablement dû à la tuberculose.

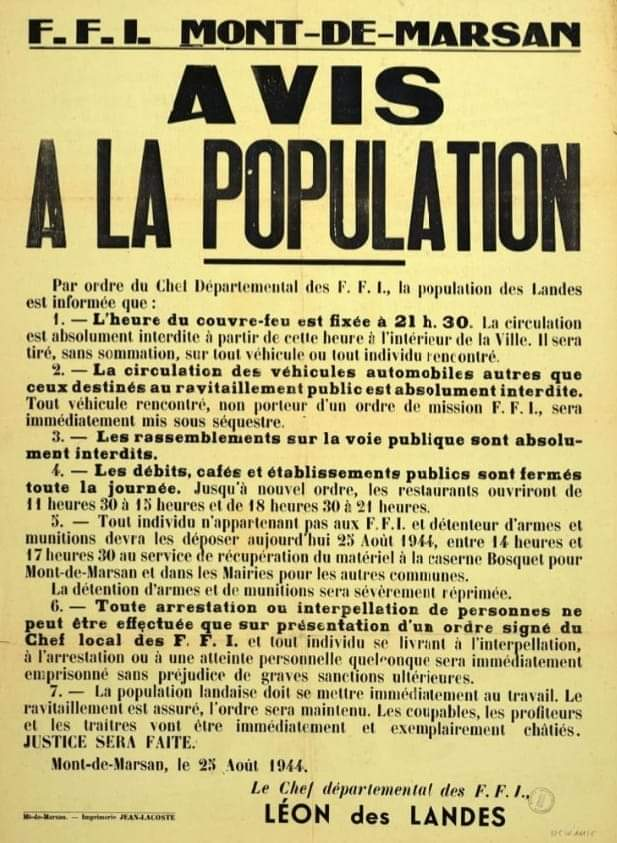
Avis à la population du 25 août 1944 signé Léon des Landes, chef départemental des FFI, imposant notamment un couvre-feu et annonçant les mesures d'épuration à venir.
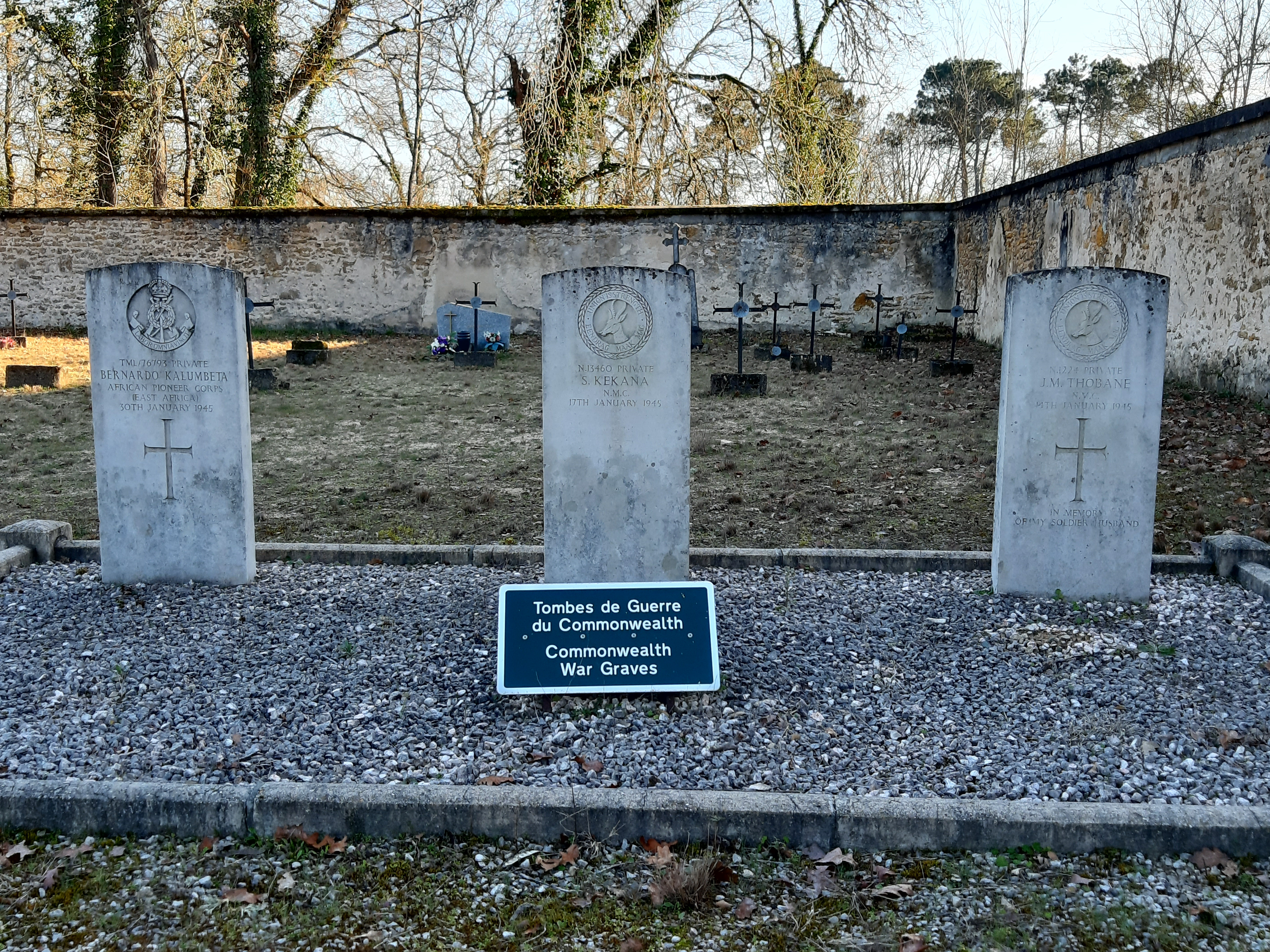
Tombes de guerre du Commonwealth dans le cimetière de l'hôpital Sainte-Anne.

Épuration
Dès la libération de Mont-de-Marsan le 21 août 1944, les personnes suspectées de collaboration, que ce soit avec les Allemands ou avec les autorités de Vichy, sont arrêtées par des groupes de résistants et internées, d'abord à la maison d'arrêt de Mont-de-Marsan, puis au lycée Victor-Duruy et enfin dans un camp aménagé le long de la route de Bayonne (actuelle cité Benoît).
Le 6 février 1945, à 7h45, le nommé Frédéric Hauss, agent de la Gestapo, condamné à mort par la cour de justice de Mont-de-Marsan, au cours de la session du 8 janvier 1945, est exécuté près du terrain d'aviation. Il s'agit de la seule exécution capitale liée à l'épuration dans le département des Landes.
Après l'armistice
La guerre cesse en Europe le 8 mai 1945. Le général Leclerc vient à Mont-de-Marsan le 3 juillet 1945 pour inspecter en personne le centre d'instruction du 2ème Bataillon d'Extrême-Orient à la caserne Bosquet, avant de partir pour l'Indochine française. Au cours de sa visite, il défile à pied de la préfecture des Landes à l'hôtel de ville d'alors sous les acclamations de la foule. Le 21 août 1945, pour le premier anniversaire de la libération de Mont-de-Marsan, le monument commémoratif aux victimes des combats du pont de Bats est inauguré. Le matin, une messe est dite en présence des familles des victimes, devant un cercueil symbolique recouvert du drapeau tricolore. On se recueille ensuite au cimetière. A 17h15, un cortège, formé de troupes des maquis de Mont-de-Marsan, Villeneuve-de-Marsan et Roquefort, des enfants des écoles, de l'harmonie municipale, des prisonniers et déportés, part de la place-Saint-Louis pour gagner le pont de Bats, où le maire de Mont-de-Marsan et des chefs de la résistance font un discours. Depuis cette date, tous les 21 août, une cérémonie se déroule sur les lieux mêmes du combat qui évita a Mont-de-Marsan de connaître, comme d'autres villes, destructions et exactions commises par les troupes allemandes au moment de leur départ.

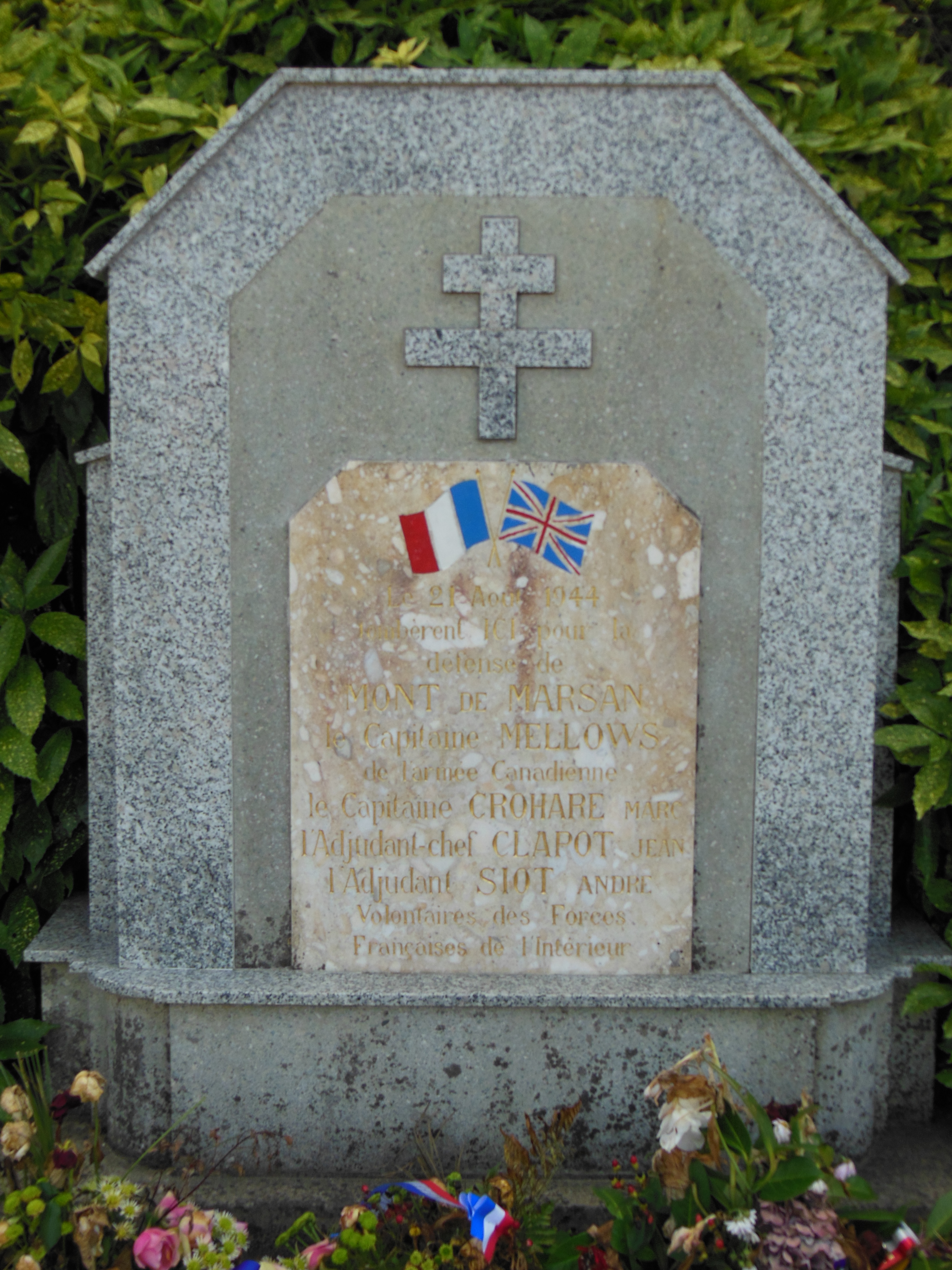
Mémorial de la bataille du Pont de Bats, inauguré le 21 août 1945.
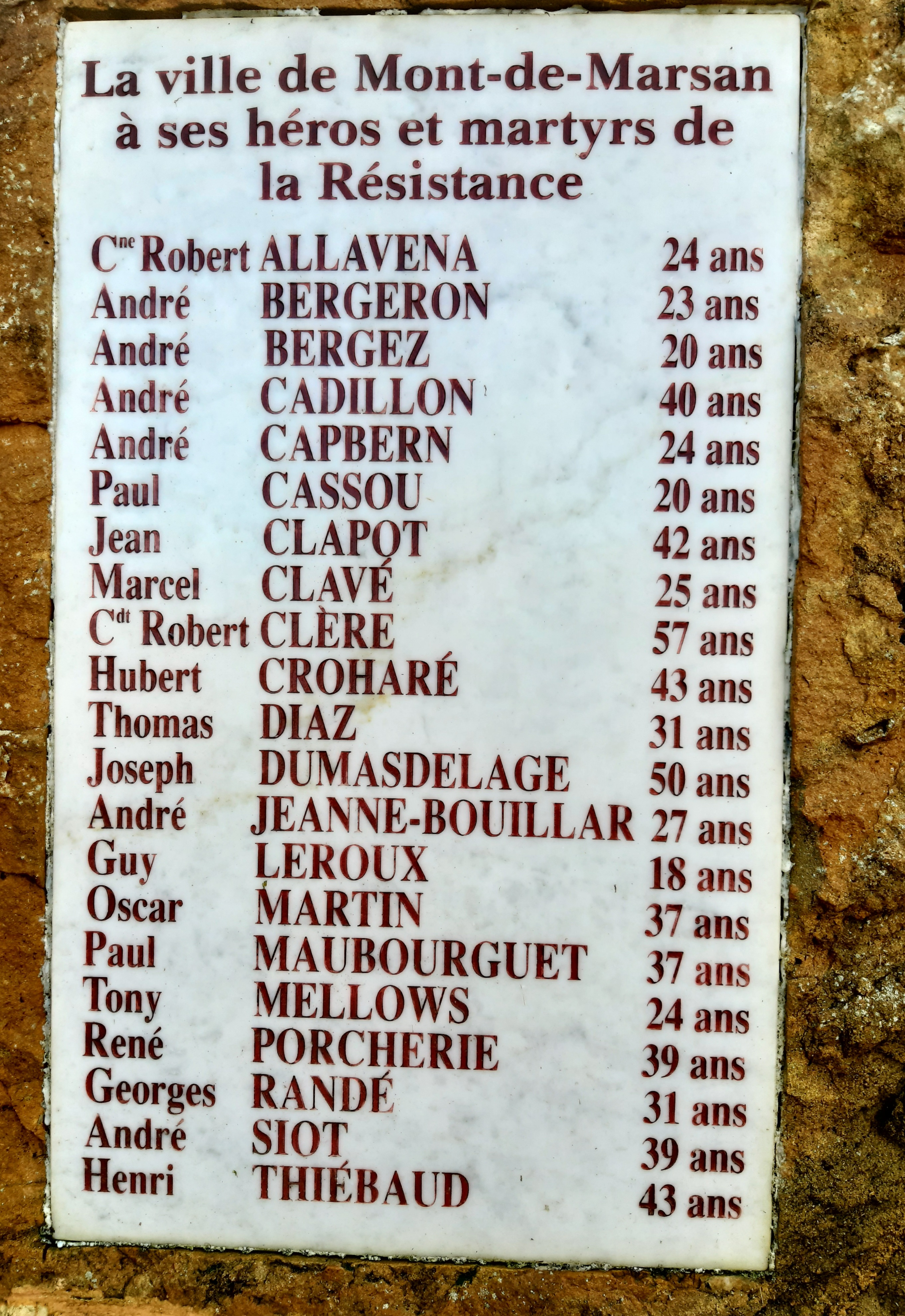
Plaque à la mémoire des héros de la Résistance de la ville au square des Anciens Combattants.

La lente reconstruction du pays est en marche, comme à Mont-de-Marsan où l'on répare et reconstruit les structures endommagées par les Allemands avant leur départ (base aérienne, hôpital Layné, hôtel Richelieu, etc.). La maison close de Mont-de-Marsan, située 1 place Saint-Louis, était pudiquement surnommée « la passerelle » du fait de sa situation près d'un ouvrage de franchissement de la Midouze depuis remplacé par le pont Saint-Louis. Réquisitionnée par les Allemands pendant l'Occupation, elle ferme consécutivement à l'adoption de la loi Marthe Richard du 13 avril 1946. Le 20 décembre 1947, la place de a Poste est rebaptisée place du Général-Leclerc en hommage au chef militaire venu deux ans plus tôt en ville et décédé accidentellement le 28 novembre 1947.